# Schraubleica
Als Schraubleica werden umgangssprachlich alle Sucherkameras (englisch Rangefinder Camera) der Firma Leitz bezeichnet, die vor der Leica-M-Reihe gebaut wurden und kein Objektivbajonett besaßen. Mit Ausnahme der ersten Leica-Serie mit fest montiertem 50-mm-Standardobjektiv wurden Wechselobjektive per präzise ausgerichtetem M39 × 1/26 ″-Gewinde an die Kamera geschraubt (die erste Leica mit dem Leica-M-Bajonett war die 1954 vorgestellte Leica M3).
Die zentrale Idee des Leica-Erfinders Oskar Barnack bestand darin, eine kompakte Fotokamera mit dem, für damalige Verhältnisse kleinen, 35 mm breiten Kinofilm zu konstruieren, deren Negative für stärkere Vergrößerungen geeignet waren. Im Vergleich zu den am Anfang des 20. Jahrhunderts üblichen Box- und Balgenkameras mit Rollfilm sowie den bereits 20 Jahre vorher gebauten Vorläufern der Kleinbildkamera war Barnacks erste Serien-Leica ausgesprochen innovativ. Rückblickend betrachtet führte die Entscheidung zu ihrer Produktion sowohl zu einem epochalen Wandel in der bildgebenden Fotografie als auch zu einer über sieben Jahrzehnte dauernden marktbeherrschenden Position der Kleinbildfotografie, die erst mit dem Siegeszug der Digitalfotografie in den 2000er Jahren endete.

## Vorgeschichte

### Ur-Leica
Die Geschichte der Schraubleica nahm ihren Anfang zwischen 1913 und 1914 mit zwei Versuchsapparaten, welche Oskar Barnack als Entwicklungsleiter für 35-mm-Filmkameras bei der Firma Leitz in Eigeninitiative konstruiert und gebaut hatte. Überlegungen zu einer Kleinbildkamera mit doppelseitig perforiertem 35-mm-Kinofilm (Stummfilm) waren schon einige Jahre vorher von Konstrukteuren vor allem aus Europa (unter anderem aus Dänemark, Italien, Frankreich sowie namentlich von Firmen aus dem Deutschen Reich wie C. P. Goerz und Ernemann-Werke AG) praktisch umgesetzt worden. Die ersten Patente für das grundlegende Prinzip der Kleinbildkamera folgten, angemeldet in Frankreich, England und im Deutschen Reich, jedoch konnte sich daraus weder eine Standardisierung noch ein nennenswerter Markt von Kleinbildkameras entwickeln.
Das Kinobild des 35-mm-Films, das mit vertikal ablaufendem Film erzeugt wurde, hatte das Format 18 mm × 24 mm; um das Format optimal zu nutzen, hatte Barnack beide Versuchsapparate mit 24 mm × 36 mm bzw. einem 3:2-Seitenverhältnis auf das doppelte Kinobild ausgelegt, das durch die horizontale Ausrichtung der Filmführung möglich wurde. Die Apparate besaßen noch zahlreiche Schwächen, insbesondere den Schlitzverschluss und die versuchsweise eingesetzten Kino- und Mikroskop-Objektive betreffend. Beispielsweise erfüllte das versenkbare, mit einer Irisblende und zur Fokussierung mit einer Einstellschnecke ausgestattete Mikroskop-Objektiv Leitz Mikro-Summar 1 : 4,5 F = 4,2 cm (6 Linsen, symmetrische Anordnung) nicht die von Barnack gewünschte Auflösung, die er durch den Vergleich mit den damals üblichen 13 cm × 18 cm- und 9 cm × 12 cm-Plattenformaten zu definieren versuchte. Mit beiden Kameras sind dennoch Bilder in respektabler Qualität aufgenommen worden, fotografiert vom Firmeninhaber und dessen Konstrukteur mit ihren jeweiligen Apparaten.
Von den Eigenschaften der Kamera angetan, ließ Ernst Leitz II (der zweite Sohn und Nachfolger des Firmengründers Ernst Leitz I) am 12. Juni 1914 einen Patentantrag für die von Barnack „Lilliput“ genannte Kamera einreichen, der jedoch abgelehnt wurde. Nach Ansicht des Kaiserlichen Patentamtes war ein Patent der Firma Carl Zeiss / Jena und ein französisches Patent berührt, so dass lediglich ein 10-jähriger Gebrauchsmusterschutz gewährt wurde.
Der von Ernst Leitz benutzte Apparat dieser heute sogenannten Ur-Leica wird im Museum der Leica Camera AG unter Verschluss gehalten. Um zahlreichen Nachfragen entgegenzukommen, fertigte die Firma in den Jahren 2000 bis 2002 eine Anzahl von 2.000 Repliken dieses ersten Prototyps, versehen mit der Inschrift Nachbildung der Ur-Leica.

### Zweiter Prototyp und Leica 0
Nach dem Ende des Ersten Weltkriegs nahm Barnack die Entwicklung wieder auf und konstruierte zwischen 1918 und 1920 einen Zweiten Prototyp („Barnacks Kamera Nummer 3“). Eine bedeutende Verbesserung dieses Apparats bestand (unter anderem) in der Ablaufsteuerung der Verschlussvorhänge, deren Schlitzbreite jetzt über einen Schlitzbreitenwähler sowie einen Schlitzeinstellknopf von 2 mm bis 38 mm einstellbar war. Für die beiden waagrecht ablaufenden Verschlussvorhänge ergaben sich daraus 5 (später 7) definierte, unterschiedlich breite Schlitze entsprechend Verschlusszeiten von 1/20 s bis 1/500 s. Weitere Verbesserungen betrafen die Kopplung des Verschlusses mit dem Getriebe für den Filmtransport, sowie damit verbunden ein zur Vermeidung von unbeabsichtigten bzw. überlappenden Doppelbelichtungen exakt eingehaltener Bildabstand in Kombination mit einem Bildzählwerk. Ein Rückspulmechanismus samt Rückspulknopf war noch nicht vorhanden, d. h. der Film musste in der Dunkelkammer oder unter Zuhilfenahme eines Wechselsacks nach dem Abnehmen der Bodenplatte entladen werden.
Ein einzelnes Exemplar dieser Kamera ist im Werksmuseum von Leitz zu besichtigen.
Von 1923 bis 1924 wurde an einem Nullserienmodell gearbeitet, von dem etwa 25 Exemplare gefertigt und an Fotografen zu Testzwecken übergeben wurden. Die später inoffiziell Leica 0 genannten Apparate verfügten bereits über wesentliche Merkmale des im Jahr darauf produzierten Serienmodells. Ein nach wie vor ungelöstes Problem betraf den Schlitzverschluss, dessen Verschlusstücher beim Filmtransport nicht überlappten und folglich den Film freilegten – das Objektiv musste also während des Filmtransports bis zum vollständigen Spannen des Verschlusses etwas umständlich mit einem Deckel verschlossen werden.
Zwölf Kameras des Nullserienmodells sind erhalten geblieben, wovon in jüngster Zeit einzelne, auf Auktionen versteigerte Exemplare für Rekordsummen in Millionenhöhe den Besitzer wechselten.

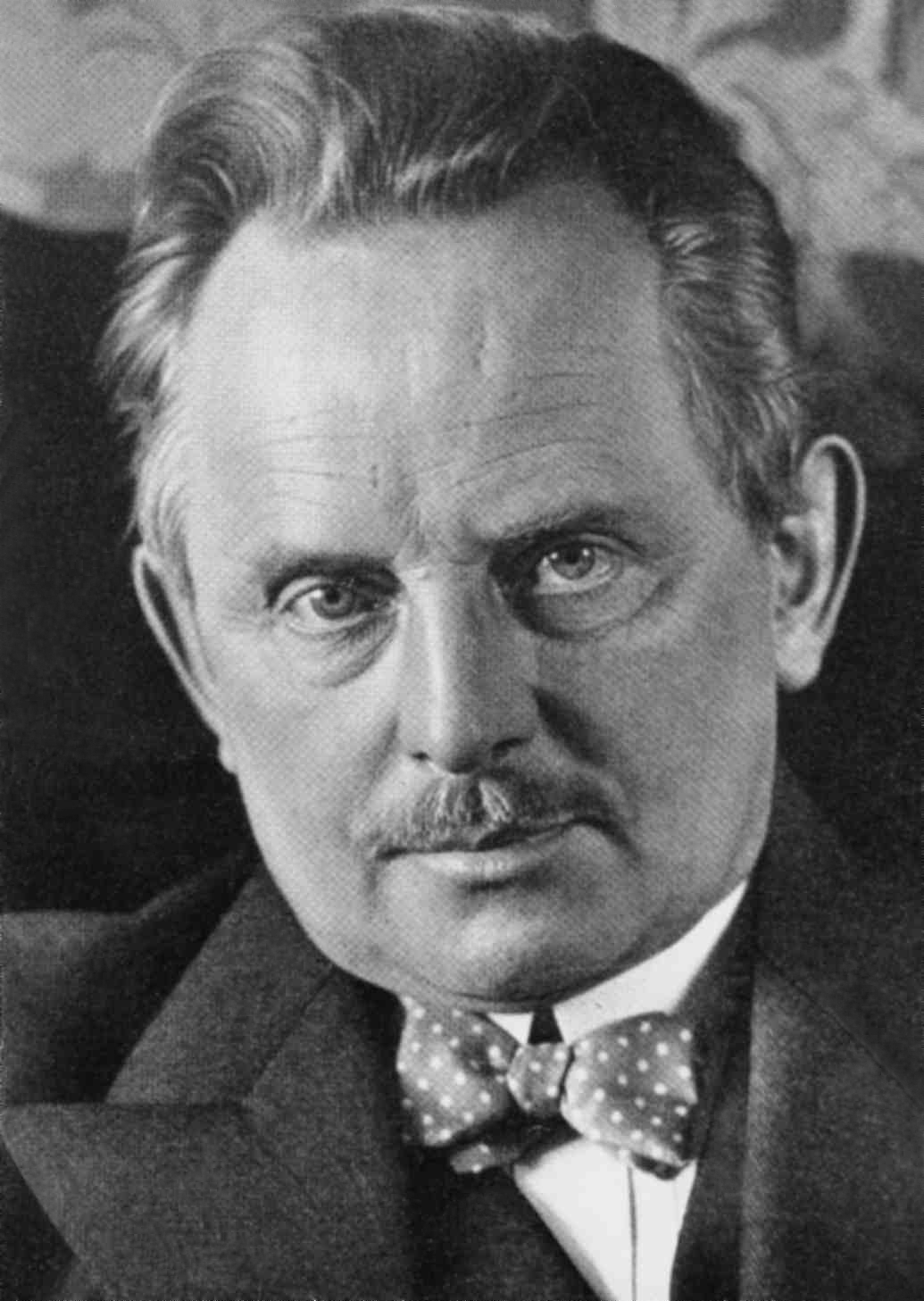
Oskar Barnack
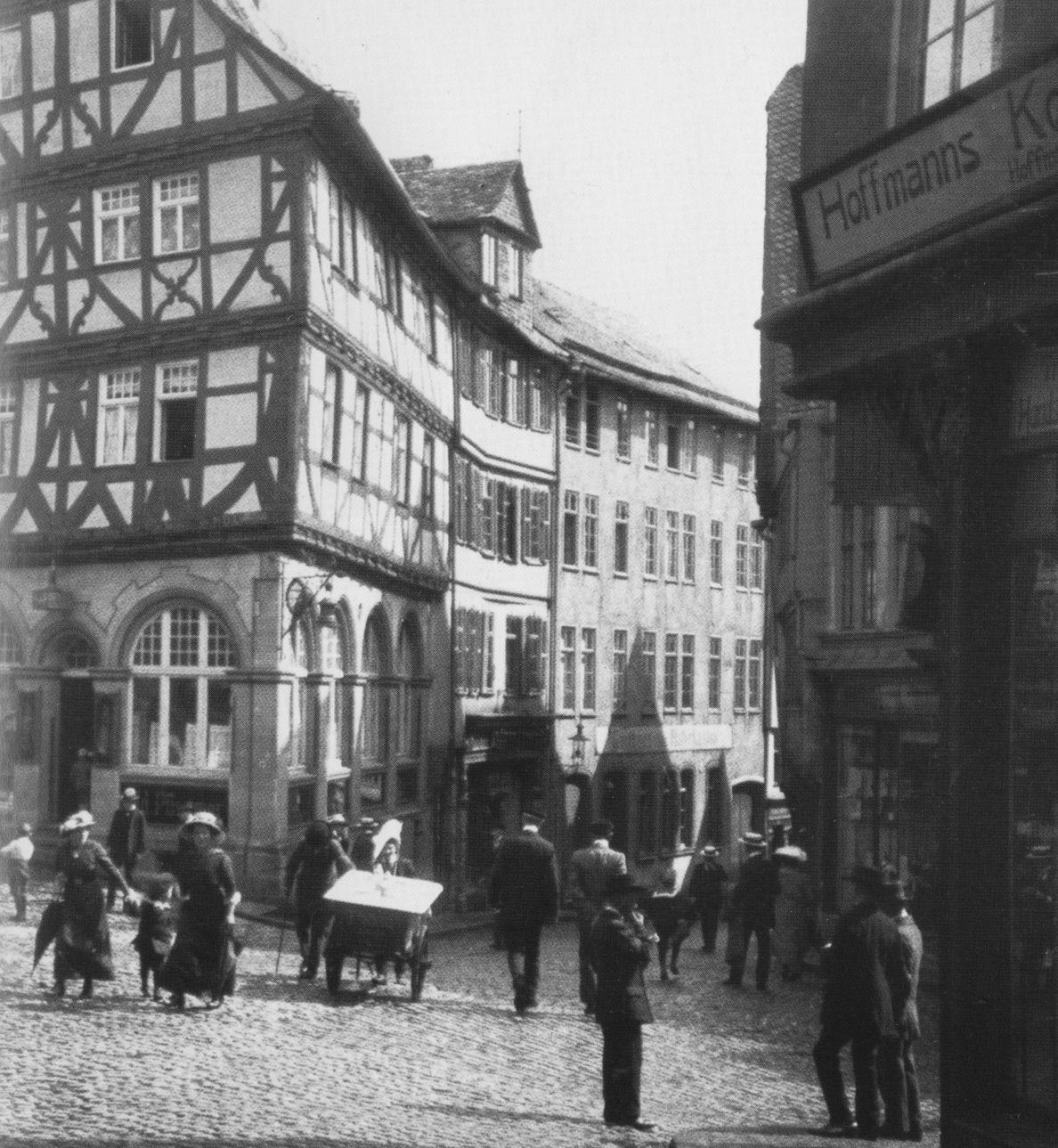
Wetzlar anno 1914 (O. Barnack)
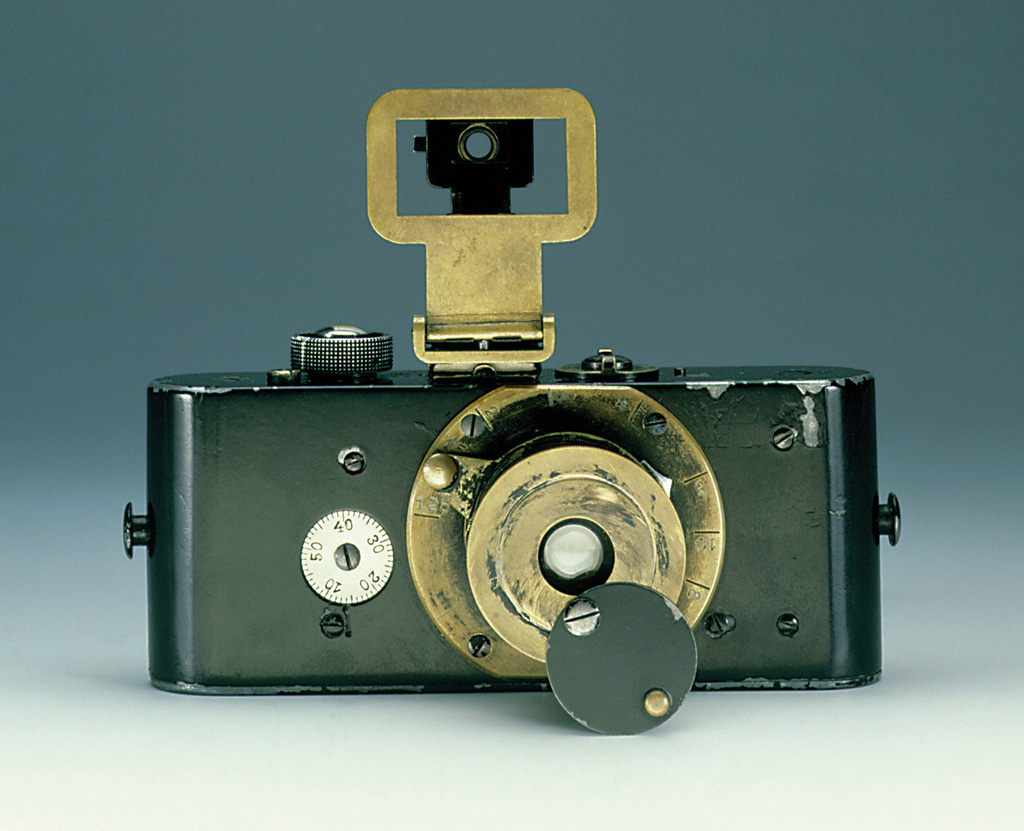
Ur-Leica
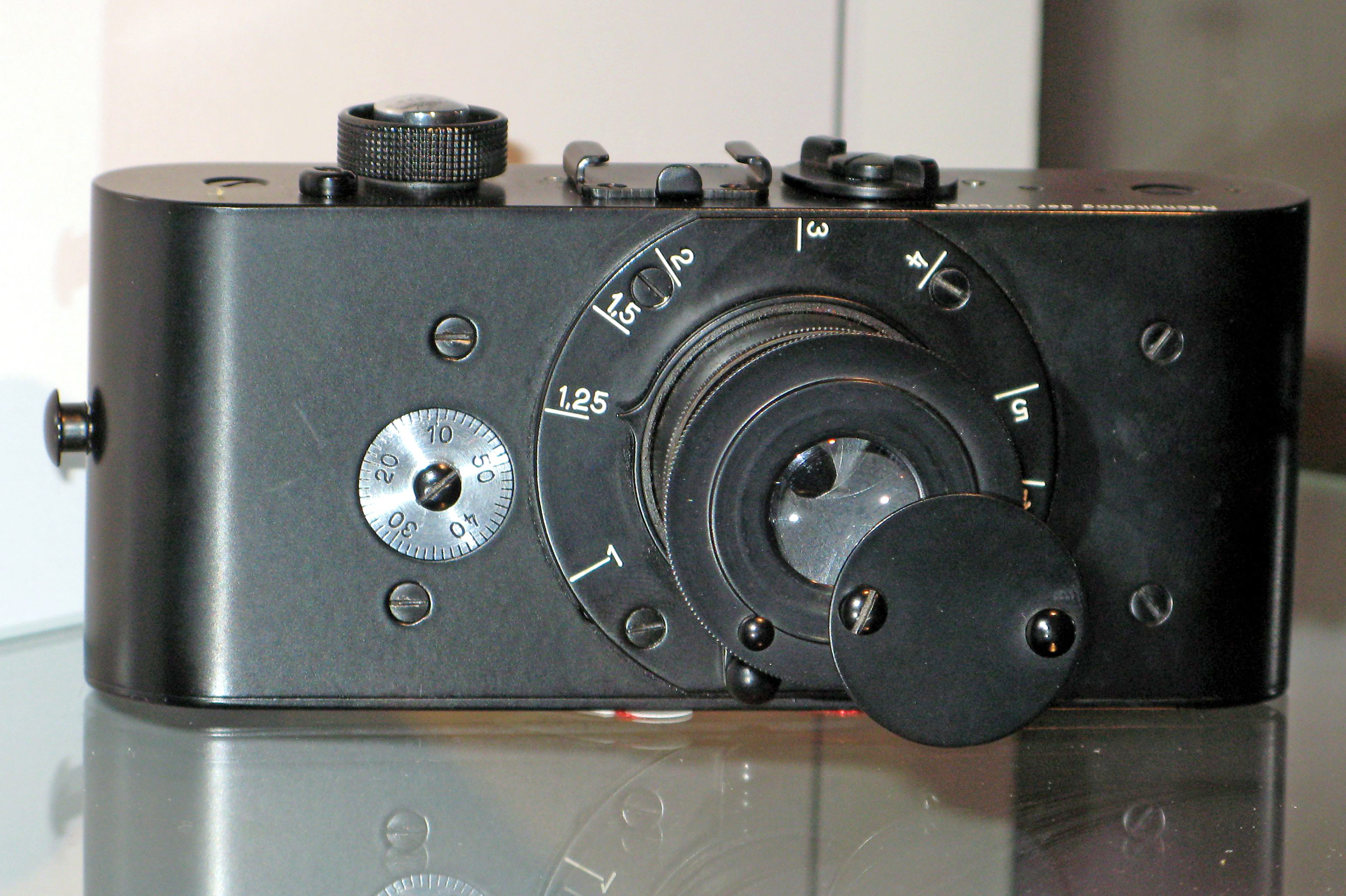
Replik der Ur-Leica
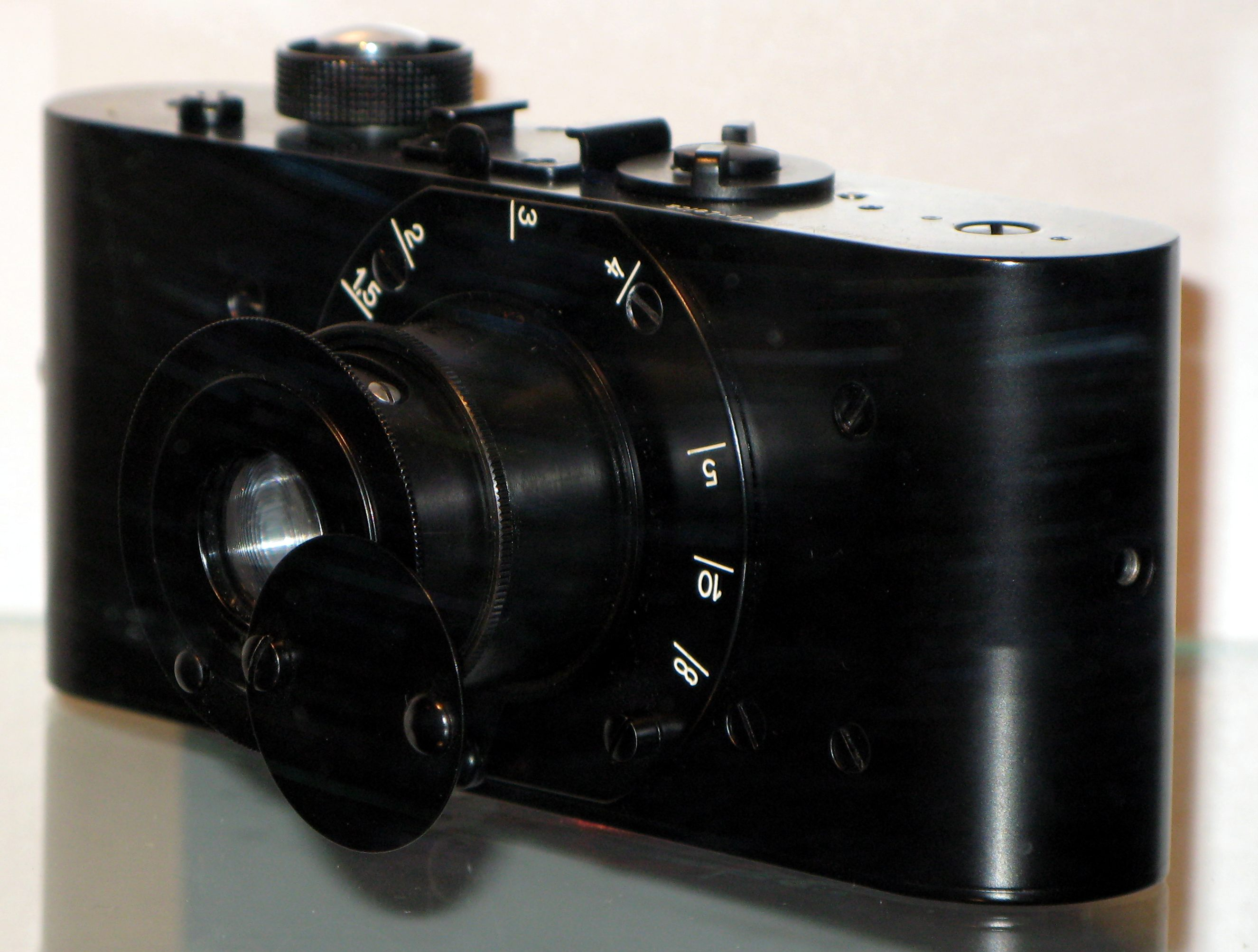
Replik der Ur-Leica
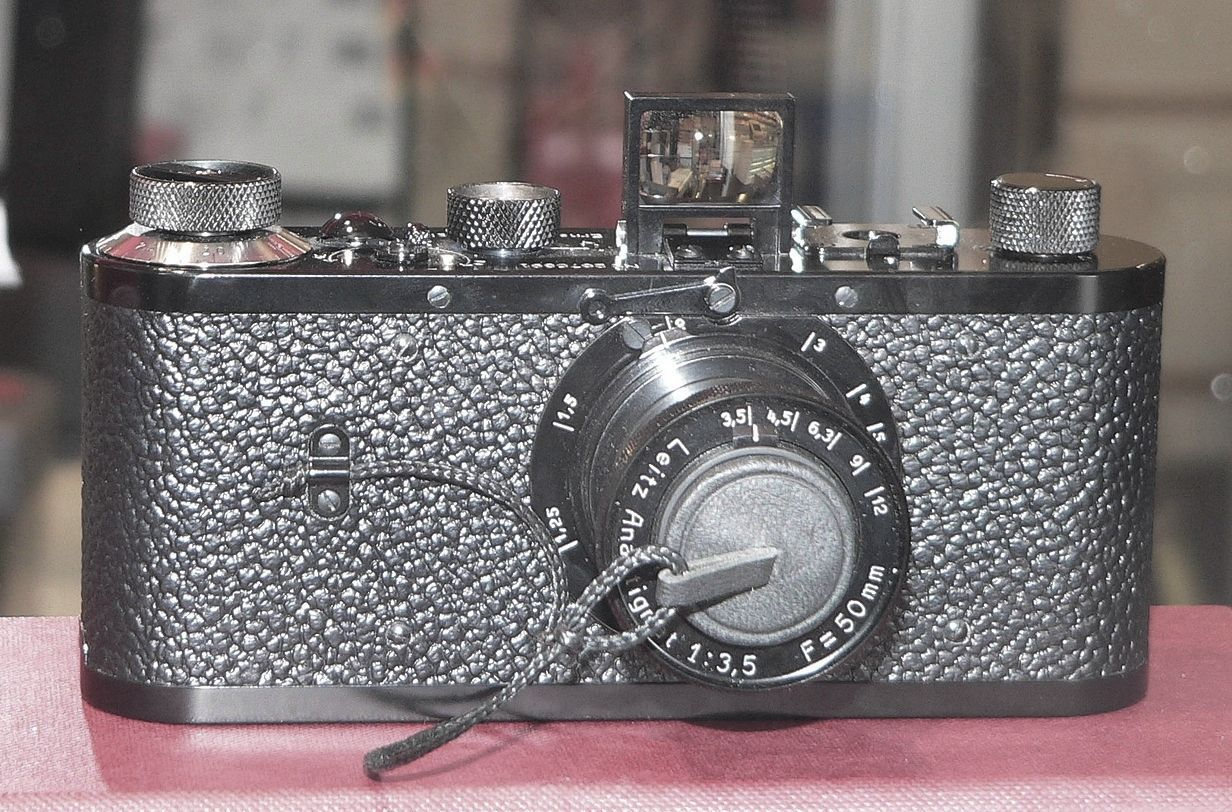
Leica 0

## Serienmodelle
Die endgültige Entscheidung, die bereits weit fortgeschrittene Prototypenentwicklung in die Serienfertigung zu überführen, traf Ernst Leitz II im Juni 1924. Vorangegangen waren lange Debatten mit seinen engsten Mitarbeitern über technische Detailfragen und über die problematische Risikoabschätzung der Markteinführung der von Oskar Barnack entwickelten Kleinbildkamera. Die finanziellen Risiken, die das Unternehmen in der wirtschaftlich schwierigen Zeit kurz nach der Währungsreform (1923–1925) dabei einging, waren beträchtlich, denn neben der anspruchsvollen Kameramechanik musste gleichzeitig ein System hochauflösender Objektive, Projektoren und Vergrößerungsgeräte entwickelt und zur Serien- bzw. Marktreife gebracht werden.
Die gesammelten Erfahrungen mit dem Nullserienmodell wurden für weitere Anpassungen genutzt, indem wichtige Details wie das Verschlussproblem gelöst und ein praktikabler (Galilei’scher) Fernrohrsucher auf der Kameraoberseite fest angeschraubt wurde. Die gründliche Überarbeitung führte zwischen 1924 und 1925 zu einer ersten Versuchsserienproduktion von 850 Kameras. Die Apparate wurden betriebsintern neben „Lilliput“ auch „Barnack-Kamera“ oder „Leca“ (Leitz-Camera) genannt, trugen jedoch außer der Gravur für die Seriennummer und der Inschrift Ernst Leitz Wetzlar D.R.P. (Deutsches Reichs-Patent) vorerst keine Namensbezeichnung; der weltbekannte „Leica“-Namenszug wurde erst sieben Jahre später mit der Leica II (D) eingeführt.

### Leica I (A) (1925–1930)

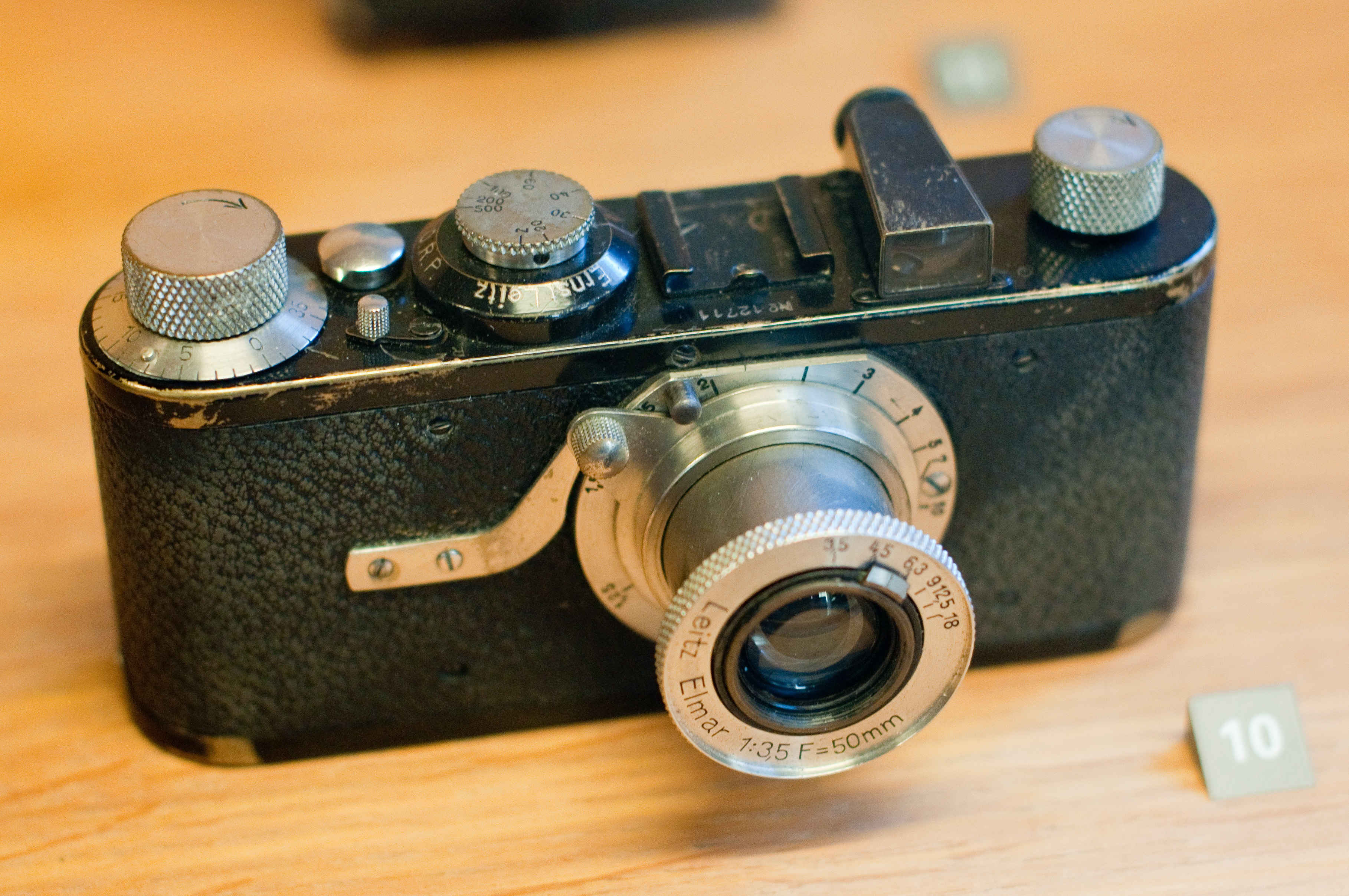
Leica I (A), Seriennummer 12711 (1928); Objektiv: Leitz Elmar 1 : 3,5 F = 50 mm

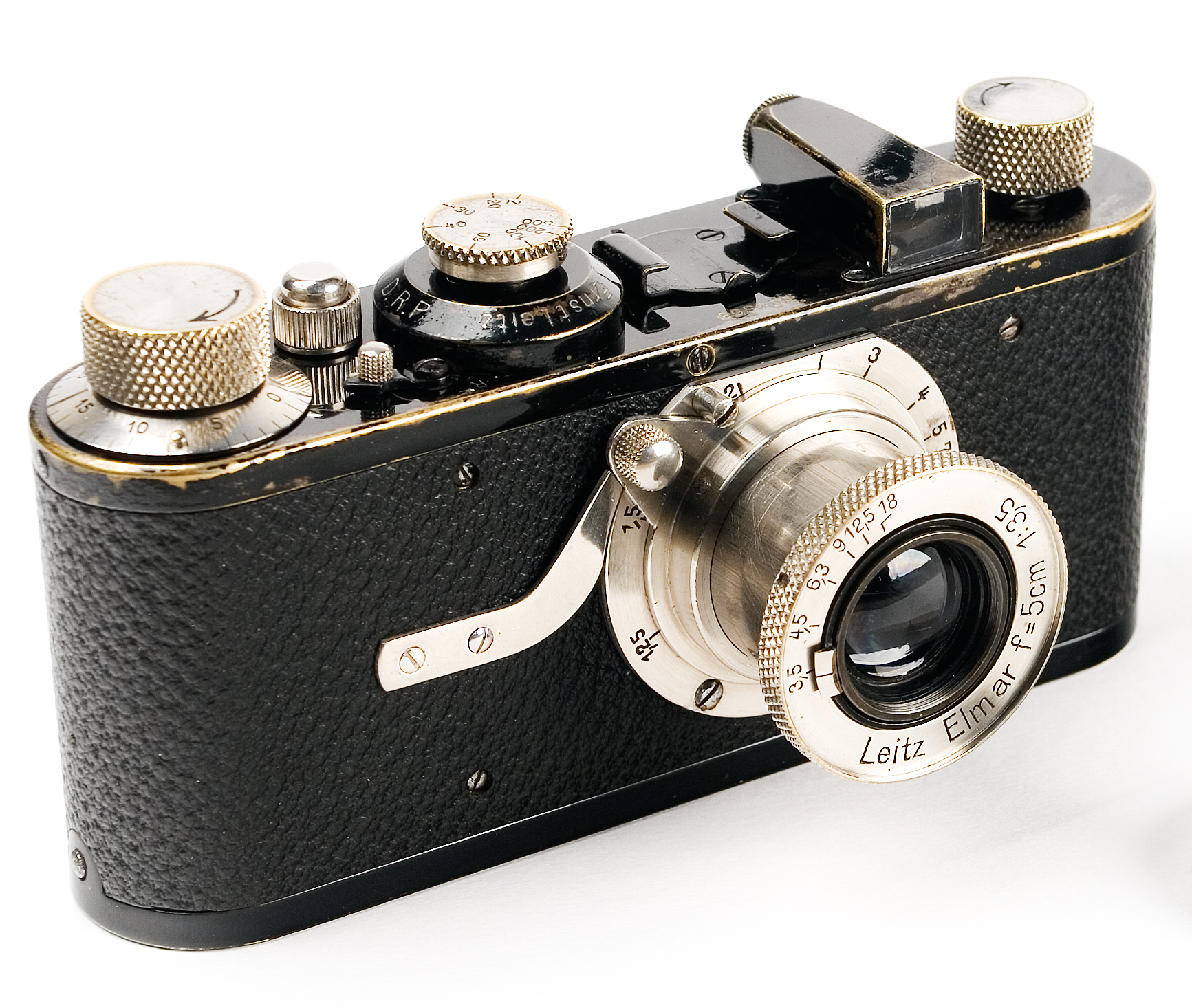
Leica I (A) (1929 oder 1930); Objektiv: Leitz Elmar f = 5 cm 1 : 3,5; Neugestaltung von Auslöseknopf und Objektiv-Gravur (vergl. Bild links)

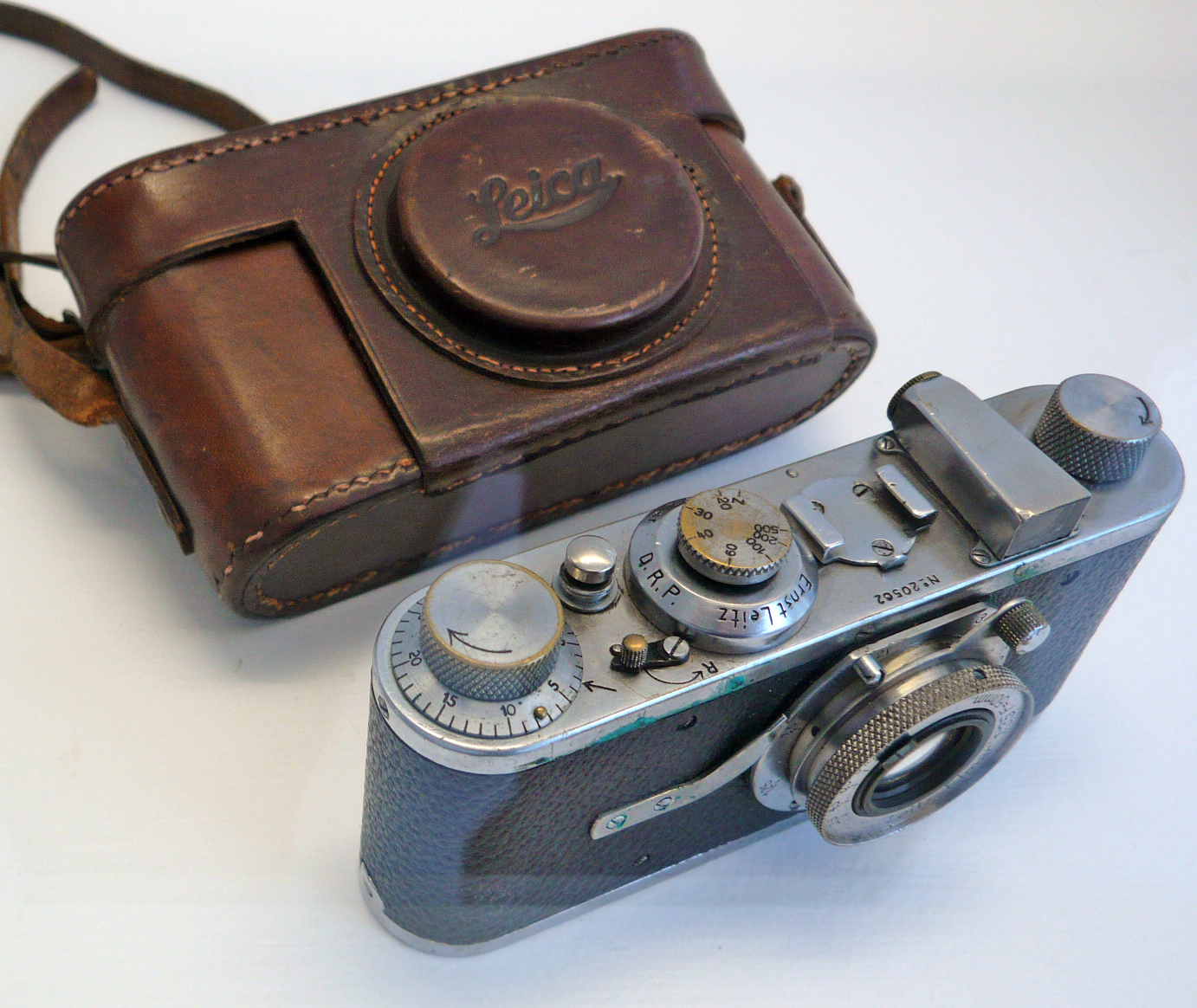
Leica I (A), Seriennummer 20502 (1929); ehemals im Besitz von Henri Cartier-Bresson

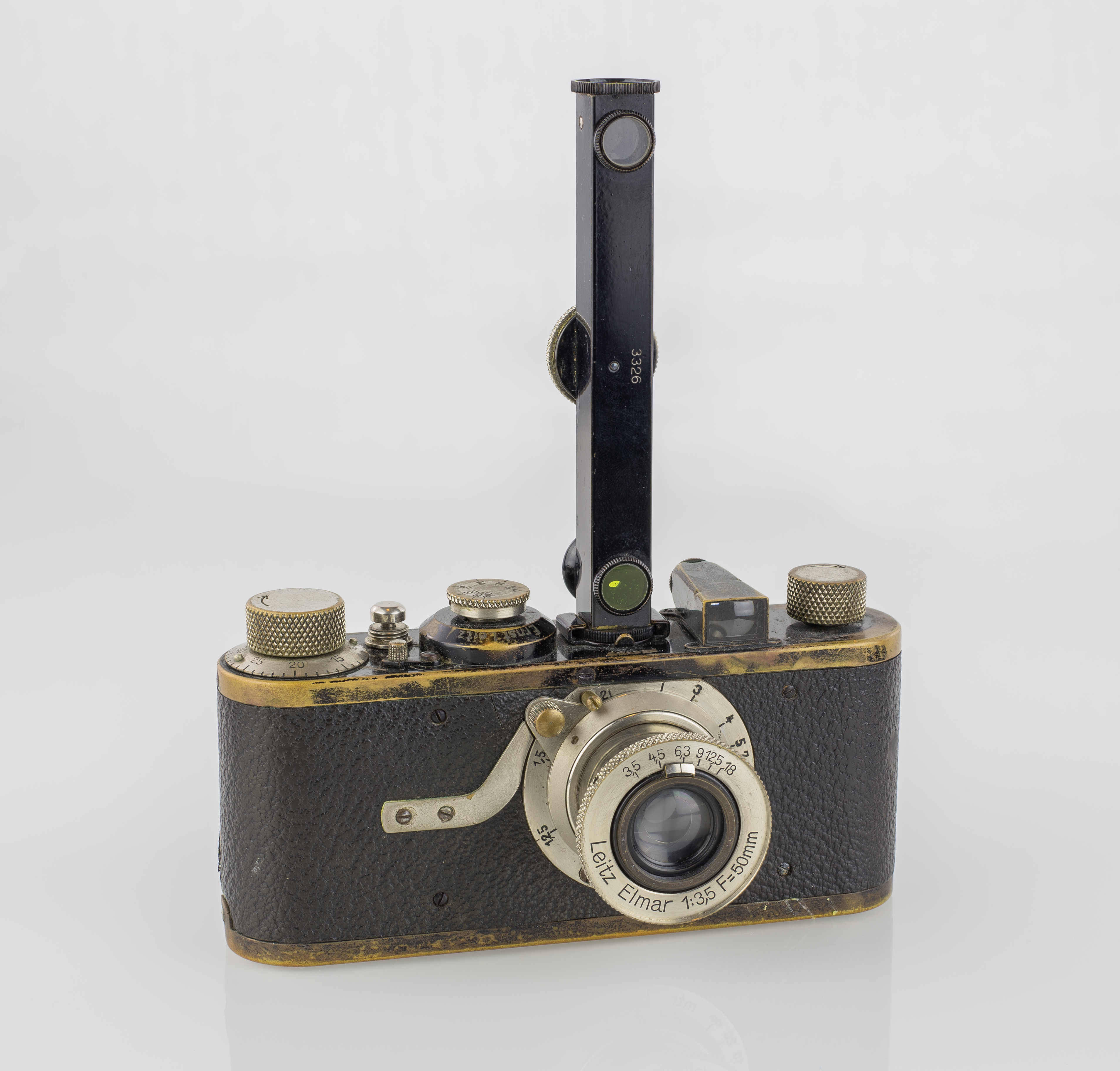
Leica I (A), Seriennummer 5193 (1927); mit aufgestecktem Schnittbild-Entfernungsmesser (Code: FODIS)

Die offiziell Leica und nach heutigem Sprachgebrauch Leica I – in den USA Leica Model A (oder Leica Model I A) – genannte Kamera kam mit der Präsentation auf der Leipziger Frühjahrsmesse 1925 auf den Markt und ebnete der Kleinbildfotografie mit 35-mm-Film im sogenannten 24 mm × 36 mm-Kleinbildformat den Durchbruch zu einem der erfolgreichsten Massenprodukte der Neuzeit. Sowohl bei den Profi- als auch bei den Amateurfotografen wurde das „Kleinbild“ zum dominierenden Aufnahme- bzw. Kameraformat.
Aufgrund des hohen Qualitätsanspruchs kostete die Leica etwa das 1½-Fache eines durchschnittlichen Monatslohns, entwickelte sich jedoch – unter Berücksichtigung der damaligen Marktsituation niedriger Einkommen und schwacher Kaufkraft der Bevölkerung nach dem Ersten Weltkrieg bzw. der sich anschließenden Währungsreform – mit 21.000 verkauften Apparaten in den ersten knapp vier Jahren zu einem unerwarteten Verkaufserfolg.
Die robuste Kamera, deren Gehäuse aus Aluminium gefertigt wurde und die ohne den empfindlichen Balgen auskam, verband in einer bisher nicht bekannten Weise Zuverlässigkeit, ein geringes Gewicht, minimale Abmessungen und eine hohe Flexibilität für schnelle Bildserien mit einer großen Anzahl von Bildern (maximal 36 bis 40 pro Film und Sorte). Eigenschaften, welche den Leica-Fotografen nicht nur zu überraschenden „Schnappschüssen“ befähigte, sondern auch einen neuartigen dynamischen Stil mit der Kamera vor dem Auge (statt vor dem Bauch) hervorbrachte. Vorher unbekannte Fotografen und Fotojournalisten sollten durch die „unauffällige Dokumentation des entscheidenden Augenblicks“ mit ihren Bildern erst Berühmtheit erlangen und nicht zuletzt zum Erfolg der Leica beitragen; der wohl bekannteste Vertreter aus dieser Richtung war das französische Multitalent Henri Cartier-Bresson.
Vor der Aufnahme konnte der Fotograf das Motiv über den fest montierten Fernrohrsucher anvisieren, die Entfernung für die Scharfeinstellung musste entweder geschätzt oder mittels eines aufsteckbaren Entfernungsmessers (im Bild rechts/unten) bestimmt und anschließend händisch auf die Entfernungs-Skala des Objektivs übertragen werden. Vergleichbares galt für die Belichtungsmessung, aufsteckbare Geräte wurden jedoch nicht von Leitz hergestellt, sondern von Zubehör-Herstellern wie der Firma Metrawatt in Form kompakter Selen-Belichtungsmesser. Zur Aufnahme eines dieser Zusatzgeräte war direkt über der Objektivachse ein einzelner Zubehörschuh vorhanden.
Die Leica war für spezielle, wiederverwendbare lichtdichte Leitz-Filmkassetten (Typ B Kassette) mit maximal 1,65 m Kleinbildfilm ausgelegt, deren doppelter Gehäusemantel sich beim Schließen des Bodendeckels der Kamera über einen Stift- bzw. Hebel-Mechanismus automatisch öffnete. Die etwas überkonstruiert wirkende Kassette wurde Ende 1931 durch das praktikablere Modell D ergänzt, eine einzelne Metallhülse mit einem mit Samt gefütterten Schlitz und einem abnehmbaren Deckel. Der Fotograf konfektionierte die Kassetten in der Regel selbst, indem er sie in der Dunkelkammer mit individuell zugeschnittenen Stücken aus Film-Meterware (gängige Produkte besaßen eine Länge von 30,5 m) bestückte. Die heute handelsüblichen und fertig konfektionierten Kleinbildpatronen kamen um 1933 auf den Markt und konnten sich rasch durchsetzen.
Bezüglich der Filmmaterialien gab es noch etliche Hürden zu nehmen. Firmen wie Agfa, Kodak, Mimosa oder Perutz produzierten fast ausnahmslos orthochromatische Schwarzweißfilme mit geringer Empfindlichkeit von heute entsprechenden maximal ISO 12. Deren ausgeprägte Empfindlichkeit für blaugrünes Licht erforderte für eine möglichst natürliche Tonwertwiedergabe bzw. Tonwertrichtigkeit zwingend ein Gelbfilter vor dem Objektiv und folglich eine zusätzliche Verlängerung der Belichtungszeit; weitere Unzulänglichkeiten ergaben sich durch die steile bzw. harte Gradation und das für großformatige Vergrößerungen erheblich zu grobe Filmkorn. Durch die wachsende Akzeptanz des Kleinbildformats sollte sich die Situation jedoch allmählich ändern, da stetig verbesserte panchromatisch sensibilisierte Filme einschließlich geeigneter Feinkornentwickler sowie Verarbeitungsgeräte von zahlreichen und zum Teil neu gegründeten Firmen angeboten wurden.
Die Leica I (A) gab es im Übrigen nur in schwarzer Ausführung, d. h. der aus Messing gefertigte Kameradeckel- und Boden wurde mit schwarzem Emaillelack eingebrannt, und ihr Objektiv war auch nicht auswechselbar im Sinne einer Systemkamera, wie die Einordnung als „Schraubleica“ gegenteilig vermuten lässt.

#### Standardobjektive der Leica I (A)
Die ersten ungefähr 170 Exemplare der Leica I (A) wurden mit dem 5-linsigen Standardobjektiv Leitz Anastigmat 1 : 3,5 F = 5 cm ausgestattet, eine Weiterentwicklung des 3-linsigen Cooke-Triplets mit Spezialgläsern, um die unbedingt notwendige hohe Auflösung für das kleine Negativformat zu ermöglichen. Das von Max Berek gerechnete Objektiv erhielt wenig später ihm zu Ehren den Namen Elmax (Ernst Leitz – Max Berek) und wurde in einer Anzahl von (unterschiedlich geschätzten) 700 bis 1.000 Stück bis ins Jahr 1926 an der Leica I (A) verbaut.
Damit neben einer Steigerung der optischen Leistung auch das aufwändig zu fertigende (rückwärtig angeordnete) 3-fach-Kittglied des Elmax eingespart werden konnte, konstruierte Berek bald darauf unter Einsatz neuartiger, anomal dispergierender Glassorten des Glasherstellers Sendlinger Optische Glaswerke ein vierlinsiges Objektiv – das populäre Leitz Elmar 1 : 3,5 F = 5 cm. Der optische Aufbau des Elmar ist prinzipiell identisch mit dem Konkurrenzprodukt Carl Zeiss Jena Tessar 1 : 3,5 F = 5 cm, dessen grundlegendes Prinzip (unter Verwendung der weltweit ersten Glassorten mit anomaler Dispersion des Jenaer Glastechnischen Laboratoriums Schott & Genossen) bereits 1902 patentiert wurde und für das 1922 die Schutzrechte abgelaufen waren. Nach den etwa 850 Exemplaren der ersten (Versuchs-)Serie wurde die Leica I (A) mit dem Elmar ausgestattet, das wegen seiner ausgezeichneten Schärfe bis in die späten fünfziger Jahre nahezu unverändert das Standardobjektiv der Schraubleicas blieb. Eine Vergütung der Linsen für eine geringere Streu- und Gegenlichtanfälligkeit sowie eine schützende Hartvergütung für die Vorder- und Hinterlinse konnte Leitz aus patentrechtlichen Gründen (Patent-Inhaber war Carl Zeiss Jena) erst 1946 realisieren; jedoch kann angeführt werden, dass es dem unvergüteten Elmar in unkritischen Lichtsituationen nicht an guten Werten für Kontrast und Farbwiedergabe mangelt und das Überstrahlungsverhalten im Gegenlicht Bilder mit einer entsprechend besonderen Ästhetik ermöglicht. Die Metallfassung des Elmar wurde wie zu jener Zeit üblich (in Ermangelung dafür geeigneter hochwertiger Edelstähle und Aluminiumlegierungen) vollständig aus Messing gefertigt und bis zum Ende der Produktion beibehalten; zum Schutz des kupferhaltigen Metalls gegen Patina wurde die Fassung mit wenigen Ausnahmen mit einer Nickel- oder (ab 1936) Chromauflage versehen.
Im letzten Produktionsjahr (1930) der Leica I (A) konnte sich der Käufer entweder für das Elmar oder für das lichtstärkere und wesentlich teurere Leitz Hektor 1 : 2,5 F = 5 cm entscheiden; das ebenfalls von Max Berek entwickelte Objektiv (sechs Linsen zu drei Gruppen paarweise verkittet) fand mit 1.330 Exemplaren an der Leica I (A) Verwendung. Seine Produktion wurde 1937 nach einer Gesamtauflage von ungefähr 10.300 Stück (Schraubgewinde und Bajonettanschluss) eingestellt, nachdem 1933 das etwas einfacher zu fertigende Leitz Summar 1 : 2 F = 5 cm zur Verfügung stand.

#### Kennzeichnungs-Code
Nach der erfolgreichen Einführung der Leica I (A) begann die Firma Leitz einen Katalog anzulegen, in dem Kameras, Objektive und Zubehör mit einem jeweils 5-stelligen Buchstabencode (sogenannte Bestellwörter, teilweise mit Nachsilben) gelistet wurden; der Code hatte bis 1960 Bestand und wurde dann von einem Zahlensystem abgelöst. Am Beispiel der Leica I (A) waren dies unter anderem folgende Codewörter: LEANE bedeutete die Kamera mit fest montiertem Elmar-Objektiv, dito mit Ledertasche ETRUX ergab LETTO, stattdessen mit Bereitschaftstasche ESNEL wurde daraus LENEL; die gesamte Ausrüstung aus LEANE, Ledertasche ETRIN und drei Filmkassetten FILCA hieß LEICA.

### Leica Luxus (1930)

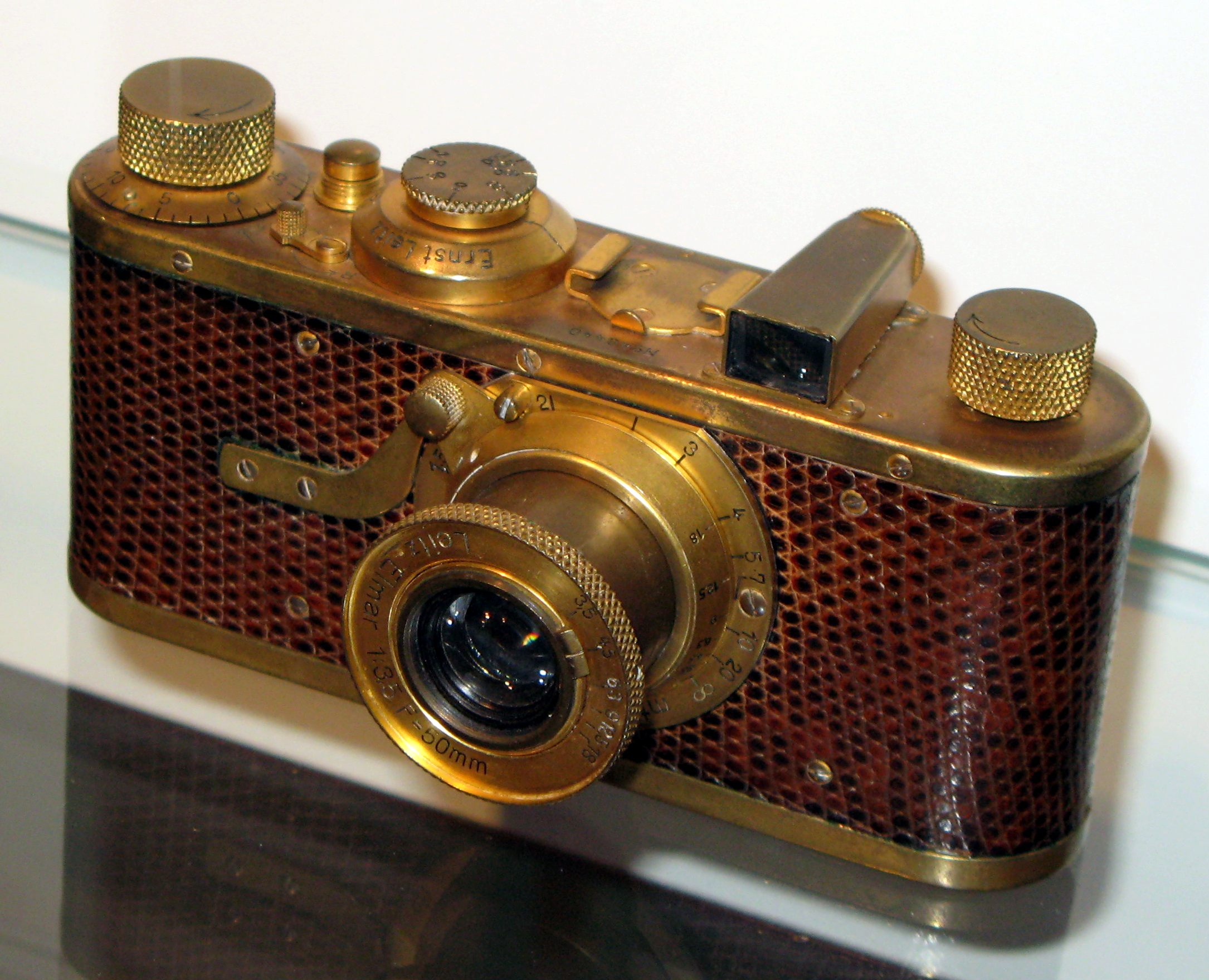
Leica in Luxusausführung

Auf der Basis der Leica I (A) wurde innerhalb des Jahres 1930 die Leica Luxus aufgelegt, die sich vom Standardmodell durch ein matt vergoldetes Gehäuse und eine Belederung in Eidechsenleder anstelle des normalen Vulcanit-Hartgummi- oder Kalblederbezugs (Code: LEANE-KALB) unterschied.
Für die „Luxus-Leica“ (Code: LELUX) fanden sich anscheinend wenige zahlungskräftige Käufer, belegt sind gerade einmal 87 Exemplare dieses Typs.

### Leica Compur (B) (1926–1930)
Wie das Luxusmodell wurde die ebenfalls von der Leica I (A) abgeleitete Leica Compur („Compur-Leica“, in den USA Leica Model B; Code: LECUR) mit etwa 1.500 bis 1.700 Exemplaren kein kommerzieller Erfolg, obschon sie günstiger angeboten wurde und einen gewissen Vorteil zu bieten hatte: Durch den Zentralverschluss konnten längere Belichtungszeiten eingestellt werden, was mit dem Steuerungsmechanismus der Leica I (A) für den Schlitzverschluss (kürzeste Zeit: 1/25 s, später 1/20 s) noch nicht möglich war. Eine erste Serie wurde zwischen 1926 und 1929 mit 640 Exemplaren hergestellt. Die Apparate besaßen auf der Vorderseite des im Elmar-Objektiv integrierten Compur-Verschlusses zwei Einstellräder für Verschlusszeiten von 1 s bis 1/300 s sowie „B“ und „T“ für Zeitaufnahmen und „M“ für Momentaufnahmen. Zum Spannen und Auslösen des Verschlusses mussten zwei verschiedene Hebel bedient werden und der Filmtransport war nicht mit dem Verschlussaufzug gekoppelt. Zu der etwas unpraktischen zeitraubenden Bedienung gesellte sich unter Umständen eine verstellte Fokussierung, die sich beim Manipulieren der Hebel und Einstellskalen ergab. Ein zweites Modell, hergestellt mit etwa 800 Exemplaren zwischen 1929 und 1930, vereinfachte etwas die Bedienung durch einen weiterentwickelten Verschluss mit einem einzigen Einstellring für die Verschlusszeiten.
Heute sind sowohl Luxus-Leicas als auch Compur-Leicas gesuchte Sammlerstücke, wobei von ersterer in sehr großer Zahl Fälschungen aufgetaucht sind.

### Leica I (C) (1931–1933)

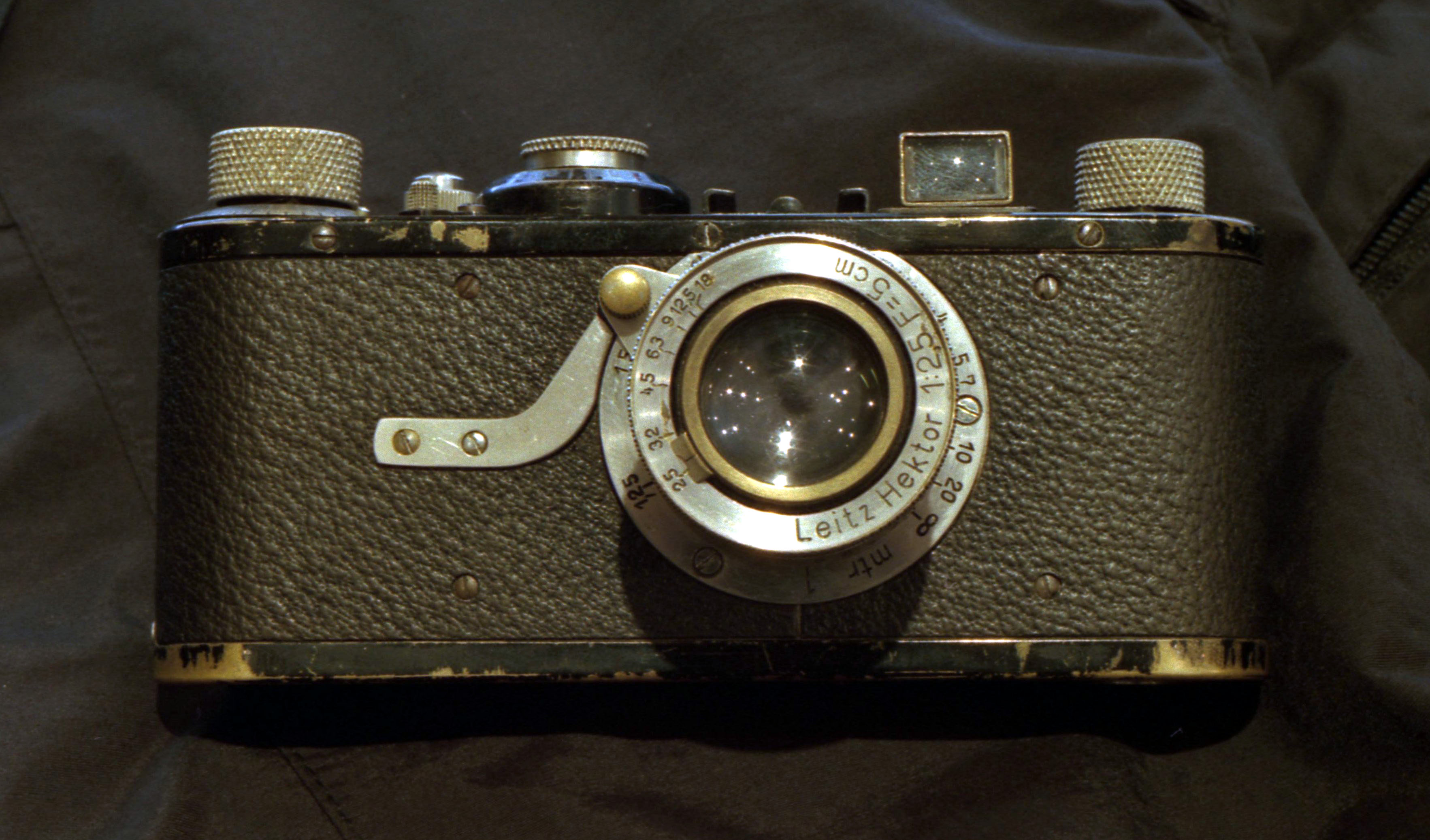
Leica I (C) mit Wechselobjektiv Hektor 1 : 2,5 F = 5 cm

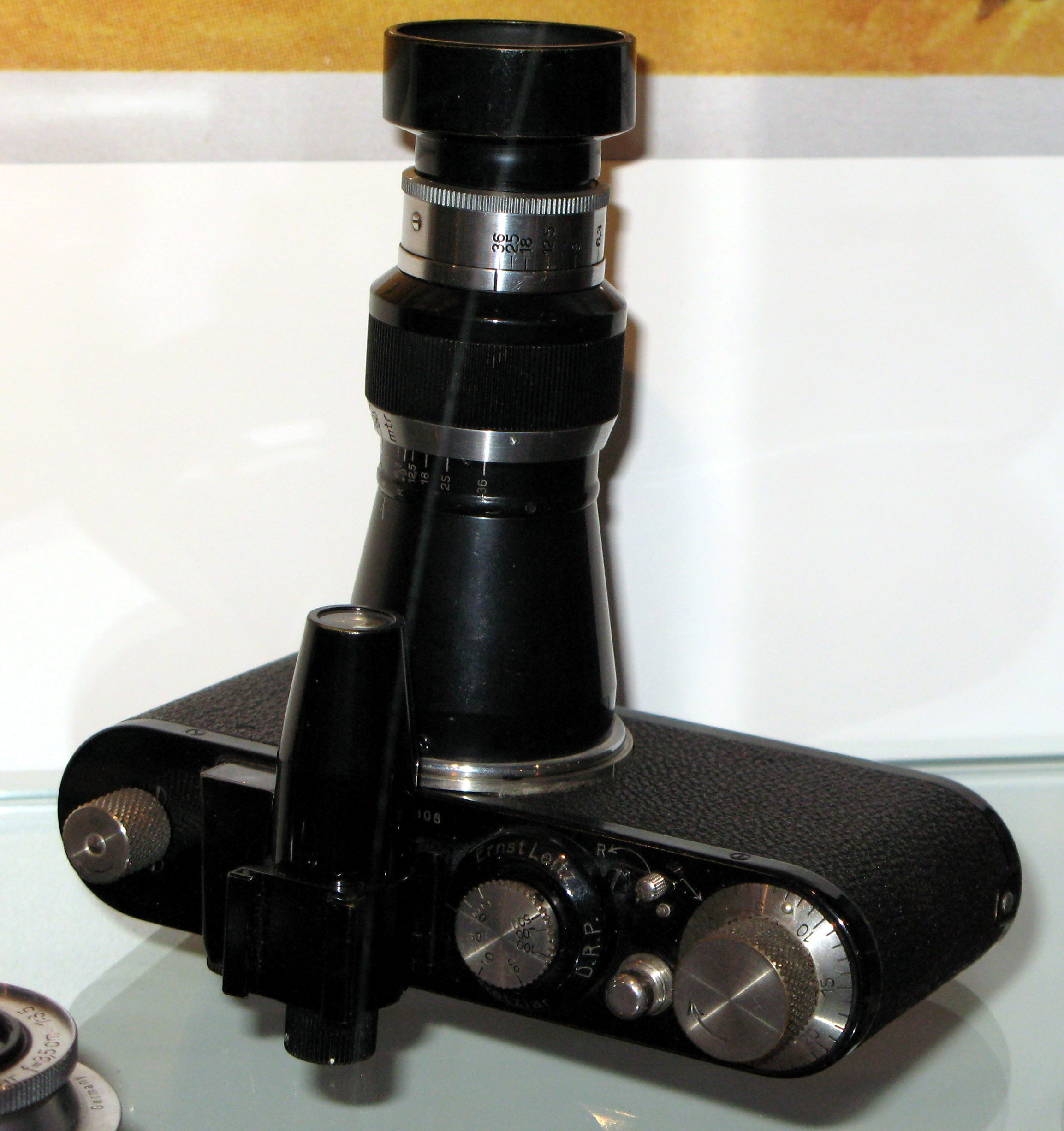
Leica I (C) mit Wechselobjektiv Elmar 1 : 6,3 F = 10,5 cm (1932)

Mit dem Nachfolgemodell der Leica I (A) vollzog sich mit der Leica I (C) die Entwicklung zur Systemkamera, indem als Unterschied zur Vorgängerin erstmals das M39 × 1/26 "-Schraubgewinde (26 Gang pro Zoll ≙ 0,977 mm Steigung) für den Objektivwechsel eingeführt wurde. Anfangs mussten die Objektive wegen unterschiedlicher toleranzbedingter Auflagemaße zwischen Anschraubring und Filmebene individuell an die Kamera angeglichen werden, bis die Fassung mit dem „Leica-Gewinde“ und einem Auflagemaß von 28,8 mm ab 1931 standardisiert wurde (gekennzeichnet durch die Gravur einer „0“ oben am Anschraubring).
Ebenso wie das Modell Leica I (A) wurde auch die mit insgesamt etwa 11.000 Exemplaren gefertigte Leica I (C) (Code: LENEU ohne Objektiv, LEOMU mit 50 mm-ELMAR) ausschließlich mit schwarzer Emaillierung ausgeliefert.

#### Objektive
Gegen Ende 1931 ergänzten neben dem Hektor 1 : 2,5 F = 5 cm (im Bild links; Code: HEKTOR, später HEKTO) zwei weitere von Max Berek gerechnete Objektive in der endgültigen Form der Schraubfassung das Elmar-Standardobjektiv (Code: ELMAR): Elmar 1 : 3,5 F = 3,5 cm (Code: EKURZ) – dem damaligen Entwicklungsstand von Weitwinkelobjektiven entsprechend wenig leistungsfähig und erst 1949 vom Summaron 1 : 3,5 F = 35 mm abgelöst –, sowie das voluminöse Elmar (I) 1 : 4 F = 9 cm (Code: ELANG), dem 1932 eine wesentlich leichter gebaute und bis in die 1960er Jahre sehr erfolgreiche 2. Variante folgte.
Um gegenüber der Normalbrennweite eine um den Faktor 3 längere Brennweite anbieten zu können, wurde nicht etwa eine 150-mm-Optik neu entwickelt, sondern ein älteres 13,5 cm Tessar-Normalobjektiv für Plattenkameras zu einem Elmar 1 : 4 F = 13,5 cm (Code: EFERN) umfunktioniert, obschon seine für das Kleinbild-Format nicht vorgesehene Auflösung natürlich nicht befriedigen konnte – die Größe „Z“ der Zerstreuungskreise betrug ~ 100 µm, wünschenswert bzw. erforderlich waren = 30 µm.
Das Elmar 1 : 6,3 F = 10,5 cm (Code: ELZEN) im Bild rechts erschien ein Jahr nach der Einführung der Leica I (C). Auch dieses Objektiv war ursprünglich für großformatige Plattenkameras gerechnet worden und erlangte mangels guter Leistungen keine allzu große Beliebtheit.
Der zunehmende Erfolg der Leica brachte es mit sich, dass nach der Standardisierung ihres Schraubanschlusses M39-Objektive von anderen Optikherstellern mit teilweise besseren Leistungen auf den Markt kamen, wie z. B. das Anfang der 1930er Jahre noch konkurrenzlos hoch lichtstarke Kino-Plasmat 1 : 1,5 F = 50 mm bzw. F = 75 mm von Hugo Meyer Görlitz oder Objektive des Typs Tessar, Sonnar und Biotar von Carl Zeiss Jena.
Alle diese Objektive, einschließlich der Originale von Leitz, besaßen jedoch an der Leica zwei nicht unerhebliche Einschränkungen: Der Sucher sämtlicher Schraubleicas (mit Ausnahme der 27 Jahre später eingeführten Leica IIIg) zeigte immer nur den Bildwinkel des Normalobjektivs mit der Brennweite 50 mm, was für jedes von der Normalbrennweite abweichende Objektiv einen zusätzlichen Aufstecksucher erforderte. Und es gab noch keine objektivseitige Steuerkurve für eine automatische Übertragung der Entfernungseinstellung an einen Entfernungsmesser.

### Leica II (D) (1932–1948)

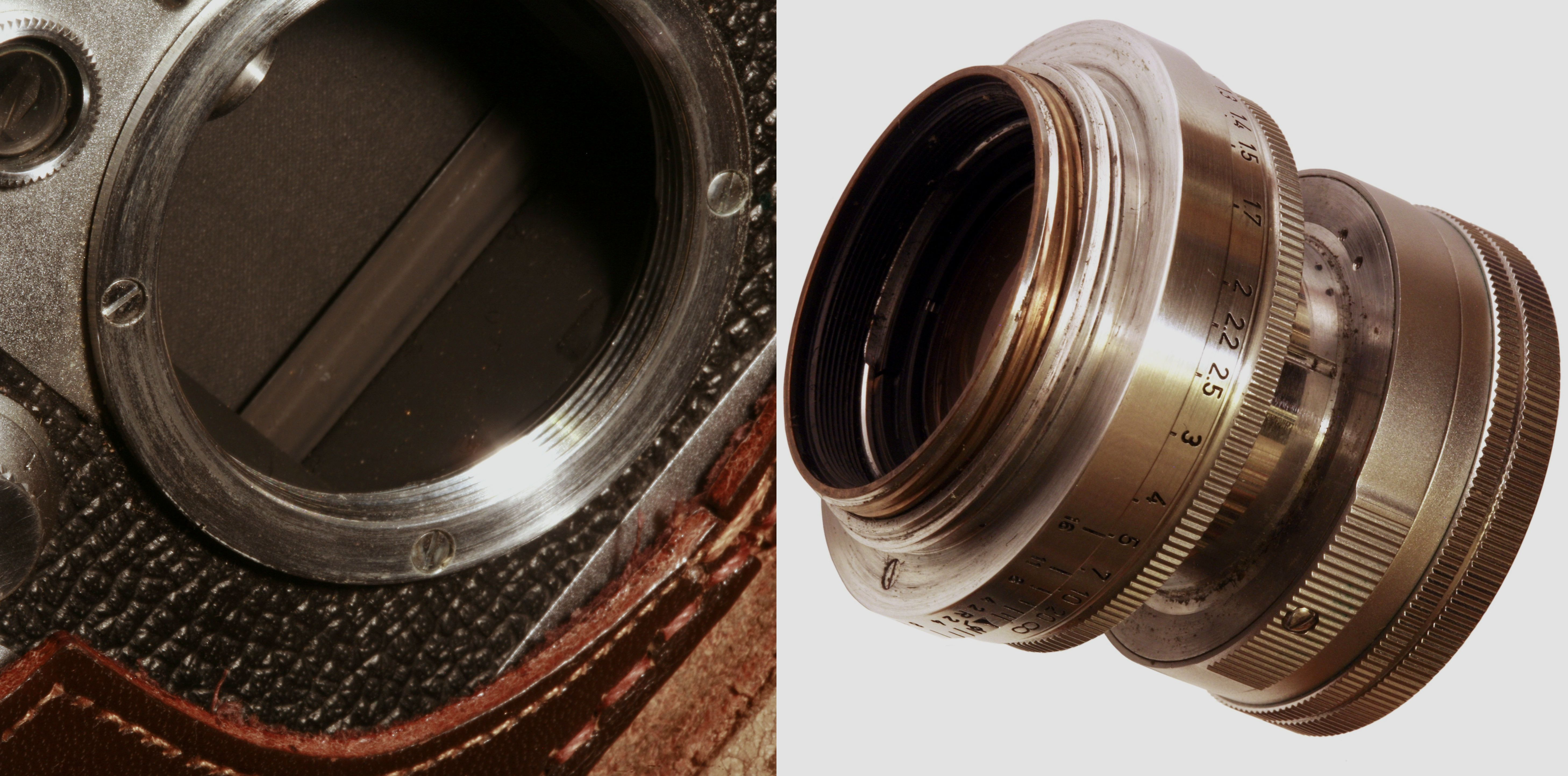
Leica-Gewinde (M39 × 1/26"-Schraubgewinde), Illustration der automatischen Kopplung zwischen Objektiv und integriertem Entfernungsmesser: Übertragung der axialen Bewegung der Innenschnecke (Fokussierung) via radial verschiebbarer Rolle (Objektiv: Summicron 1 : 2 F = 50 mm, 1953)

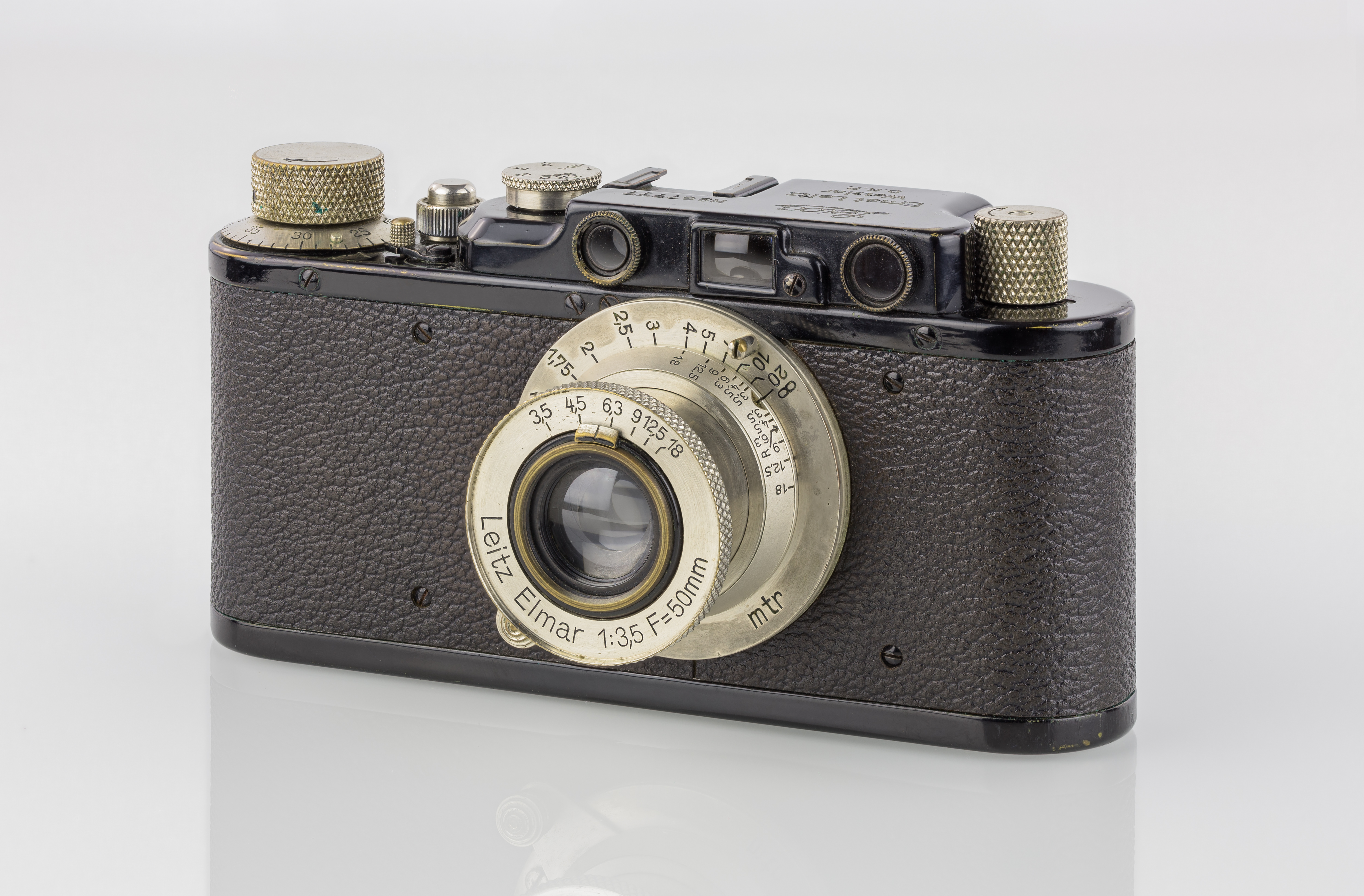
Leica II (D) schwarz, Seriennummer 67777 (1932); Umbau von Leica I (C)

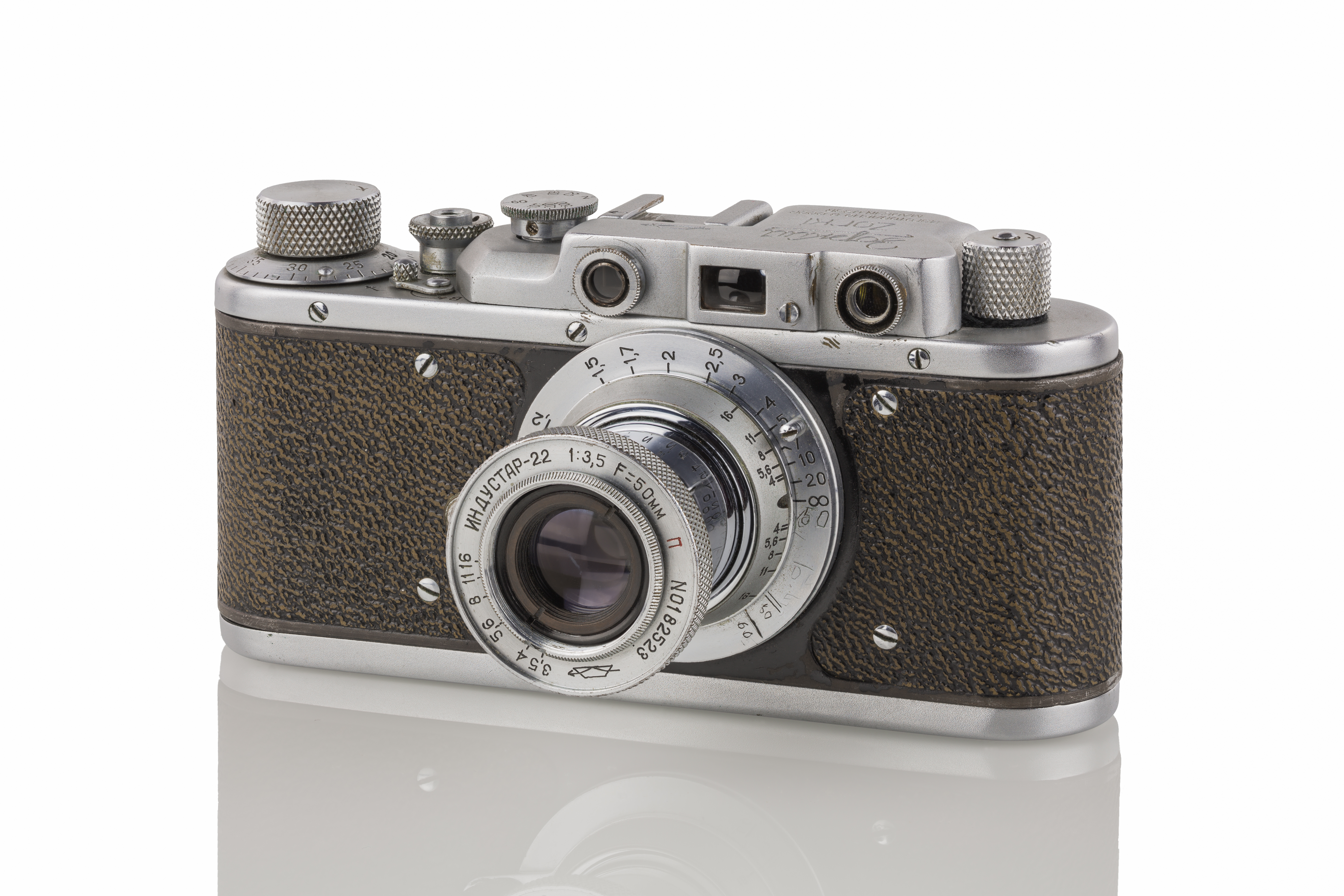
Nachbau der Leica II: Zorki 1C (UdSSR, ca. 1950)

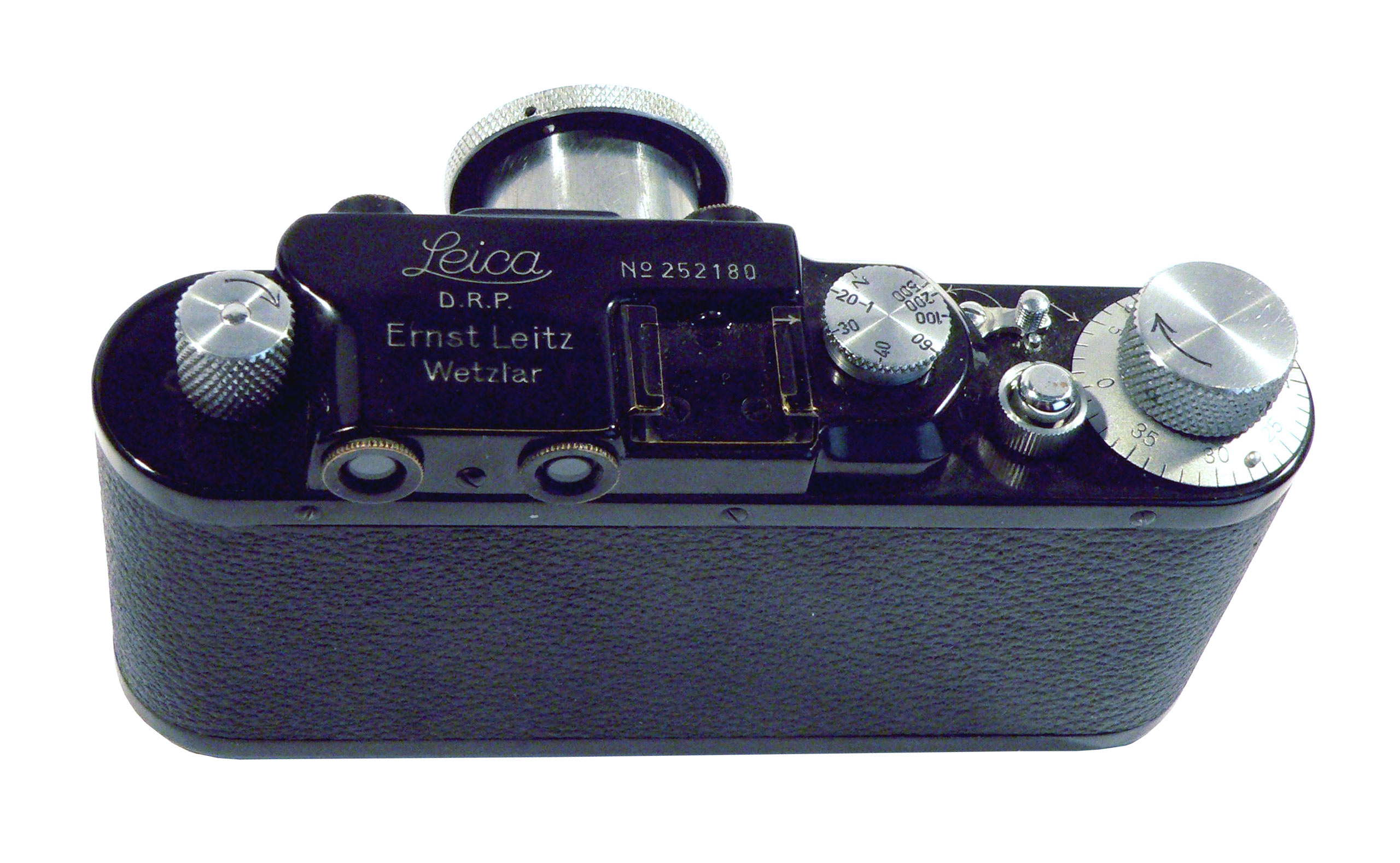
Leica II (D) schwarz, Seriennummer 252180 (1937)

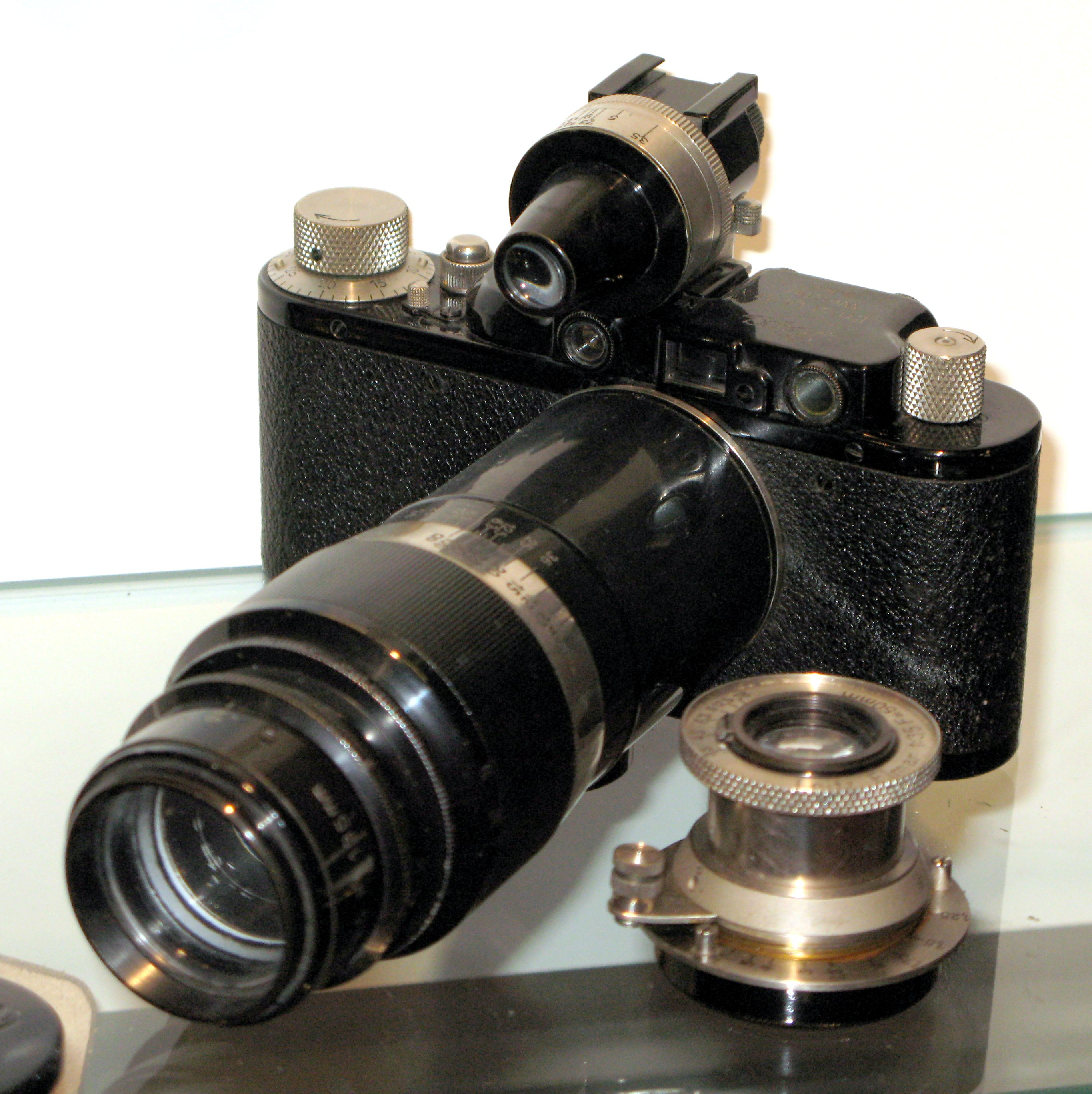
Leica II (D); angeschraubtes Wechselobjektiv: Hektor 1 : 4,5 F = 13,5 cm (1933)

Ab 1932 wurde mit dem neuen Modell Leica II (D) als herausragende Innovation ein Entfernungsmesser fester Bestandteil des Kameragehäuses. Oskar Barnacks Erfindung ermöglichte erstmals eine automatische Kopplung des integrierten Entfernungsmessers mit dem jeweils aufgeschraubten Wechsel-Objektiv (Bild links) von 35 mm bis 135 mm und galt als Meisterleistung optisch-mechanischer Präzision. Unter einer länglichen Kappe oberhalb des Gehäuses waren nun der Entfernungsmesser, der Sucher mit dem eingespiegelten Leuchtrahmen, das Verschlusszeitenrad (1/20 s – 1/500 s) einschließlich eines Teils der Verschlusszeitenmechanik und der Zubehörschuh integriert, wodurch die charakteristische Form der Schraubleica entstand, die bis zum letzten Modell Leica IIIg im Wesentlichen erhalten blieb.
Anders als die 1936 vorgestellte Contax II der Firma Zeiss Ikon AG ist die Leica II (D) bzw. die gesamte Schraubleica-Modellreihe keine Messsucherkamera, da sie – wie im Bild links unten zu sehen – getrennte Einblicke für den Entfernungsmesser und das Sucher-Okular benötigt.
Die Leica II (D) (Code: LYCAN, LYKUP mit 50 mm-ELMAR) war das erste Modell, in welches der stilistisch gestaltete und bis heute nahezu unverändert gebliebene „Leica“-Namenszug eingraviert wurde.
Bis 1948 wurden knapp 37.000 schwarze und etwa 15.000 hell verchromte Exemplare hergestellt, die Kamera gehört damit zu den am längsten gebauten, aber auch am häufigsten kopierten Leica-Modellen; bis heute werden vor allem die äußerlich nahezu identisch aussehenden russischen Zorki-Kameras von Fälschern systematisch mit Leica-Schriftzügen versehen, um Kaufinteressenten zu täuschen.

#### Konkurrenzmodell Zeiss Ikon Contax
Die als Konkurrenz zur Leica konzipierte Contax I wurde im Übrigen kurze Zeit vor der Leica II (D) vorgestellt. Sie war die erste bedeutsame Konkurrentin auf dem expandierenden Kleinbild-Kameramarkt, die auf Anhieb einige beachtliche Verbesserungen gegenüber der Leica II (D) vorzuweisen hatte: ihr fertigungstechnisch modernes Druckgussgehäuse wirkte kantiger und voluminöser und damit weniger kompakt, bestand aber als Ganzes aus einer Aluminiumlegierung (bildlich gesprochen „aus einem Guss“), während der Leica im Verlauf ihrer technischen Evolution hinzugekommene Funktionselemente unter einer Haube aus gestanztem Blech quasi „aufgesetzt“ wurden. Die Einheit aus Rückwand und Bodendeckel war leicht abnehmbar, was das Filmeinlegen wesentlich erleichterte. Aus Anwendersicht vorteilhaft war des Weiteren der gekuppelte Entfernungsmesser mit sehr großer und entsprechend präziser Messbasis sowie dessen Integration im Sucher ab dem Nachfolgemodell Contax II – der somit ersten Messsucherkamera überhaupt –,  ein Objektivbajonett für einen schnellen Objektivwechsel und ein –  mit einem einzigen Einstellrad steuerbarer – Schlitzverschluss aus Metalllamellen, der erstmals eine kürzeste Belichtungszeit von formal 1/1250 s ermöglichte.  Darüber hinaus wurden die für die Contax entwickelten Normalbrennweiten Carl Zeiss Sonnar 1 : 2 f = 5 cm bzw. 1 : 1,5 f = 5 cm als M39-Modelle auch für die Leica angeboten. Den exzellenten Sonnaren des hochtalentierten Zeiss-Optikentwicklers Ludwig Bertele sollte Leitz hinsichtlich der Kombination aus Lichtstärke, Auflösungs- und Kontrasteigenschaften lange Zeit nichts Ebenbürtiges entgegensetzen können; einer breiteren Verwendung an der Leica standen allerdings die exorbitant hohen Preise der Zeiss’schen Konkurrenz im Weg. Im Gegensatz zur Leica, deren Konstruktion einem gewissen Minimalismus folgte („so viel wie nötig, so wenig wie möglich“), war die Contax-Messsucherkamera auf unbedingte Innovationsleistungen ausgelegt; die damit einhergehenden hohen Produktionskosten und Verkaufspreise machten die Contax zwar nicht weniger begehrt, gemessen an Stückzahlen konnte der Erfolg der Leica jedoch nicht annähernd erreicht werden.

#### Objektive
Bereits 1932, im Einführungsjahr der Leica II (D), konnte von einer echten Systemkamera gesprochen werden, denn nicht weniger als sieben Leitz-Objektive mit Schraubfassung standen einschließlich des Elmar 1 : 3,5 F = 5 cm (1925) zu diesem Zeitpunkt zur Verfügung: Elmar 1 : 3,5 F = 3,5 cm (1931), Elmar 1 : 4,5 F = 13,5 cm (1931), Hektor 1 : 2,5 F = 5 cm (1930), Hektor 1 : 1,9 F = 7,3 cm (1932, Code: HEKON), Elmar 1 : 4 F = 9 cm (1932) und Elmar 1 : 6,3 F = 10,5 cm (1932).
Das Hektor 1 : 4,5 F = 13,5 cm im Bild rechts kam ein Jahr nach der Einführung der Leica II (D) auf den Markt. Im Bild zu sehen ist ferner der Universalsucher (Code: VIDOM) mit verstellbarer Bildfeldblende und Parallaxenausgleich, jedoch einem seitenverkehrten Bild – vorgesehen für alle Schraub-Objektive, mit Ausnahme von Hektor F = 28 mm und Telyt F = 200 mm.

### Leica Standard (E) (1932–1947/1948)

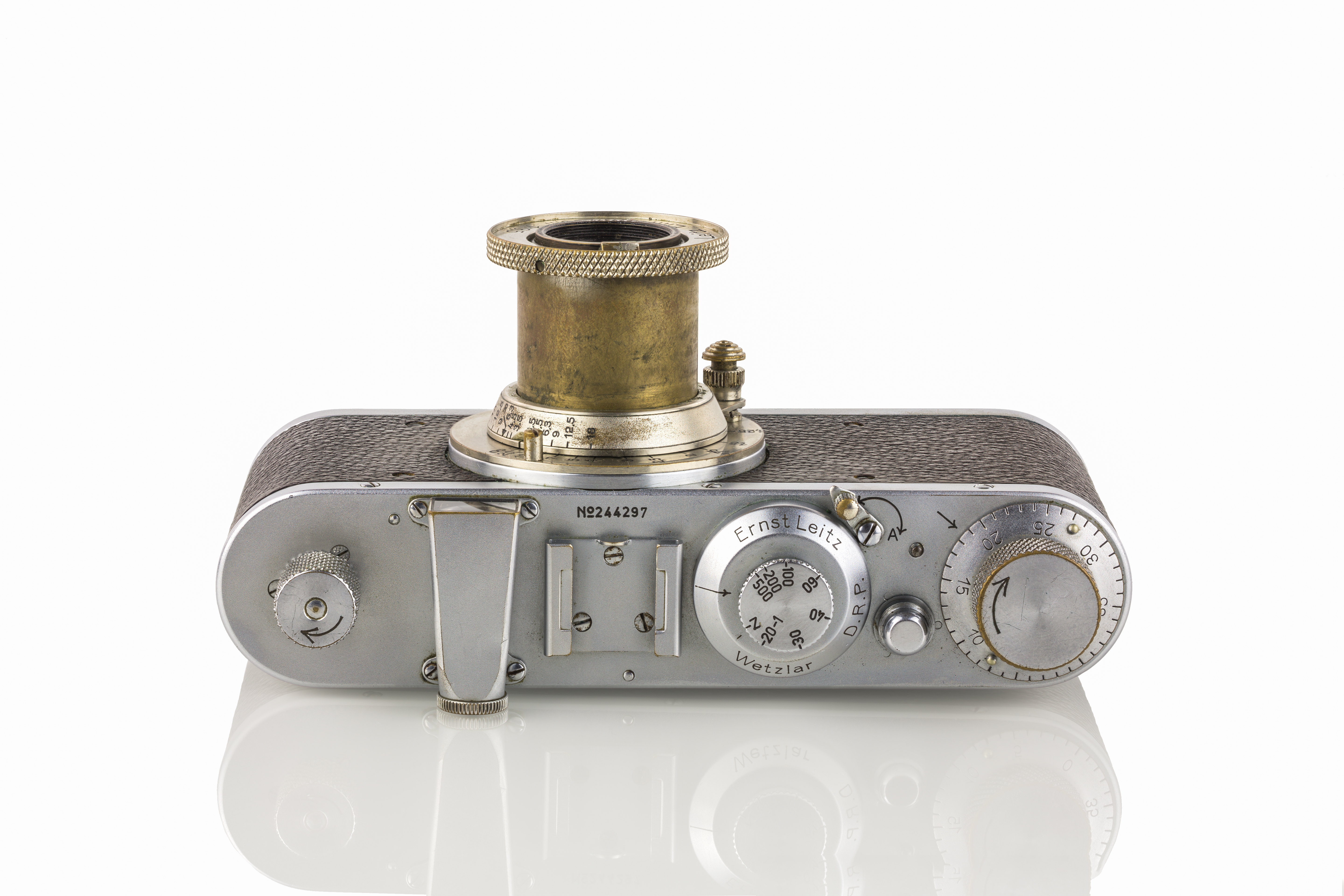
Leica Standard (E), Seriennummer 244297 (1937) – siehe auch Bild rechts; Einsparmaßnahme: blanker, gegen Oxydation ungeschützter Objektivtubus

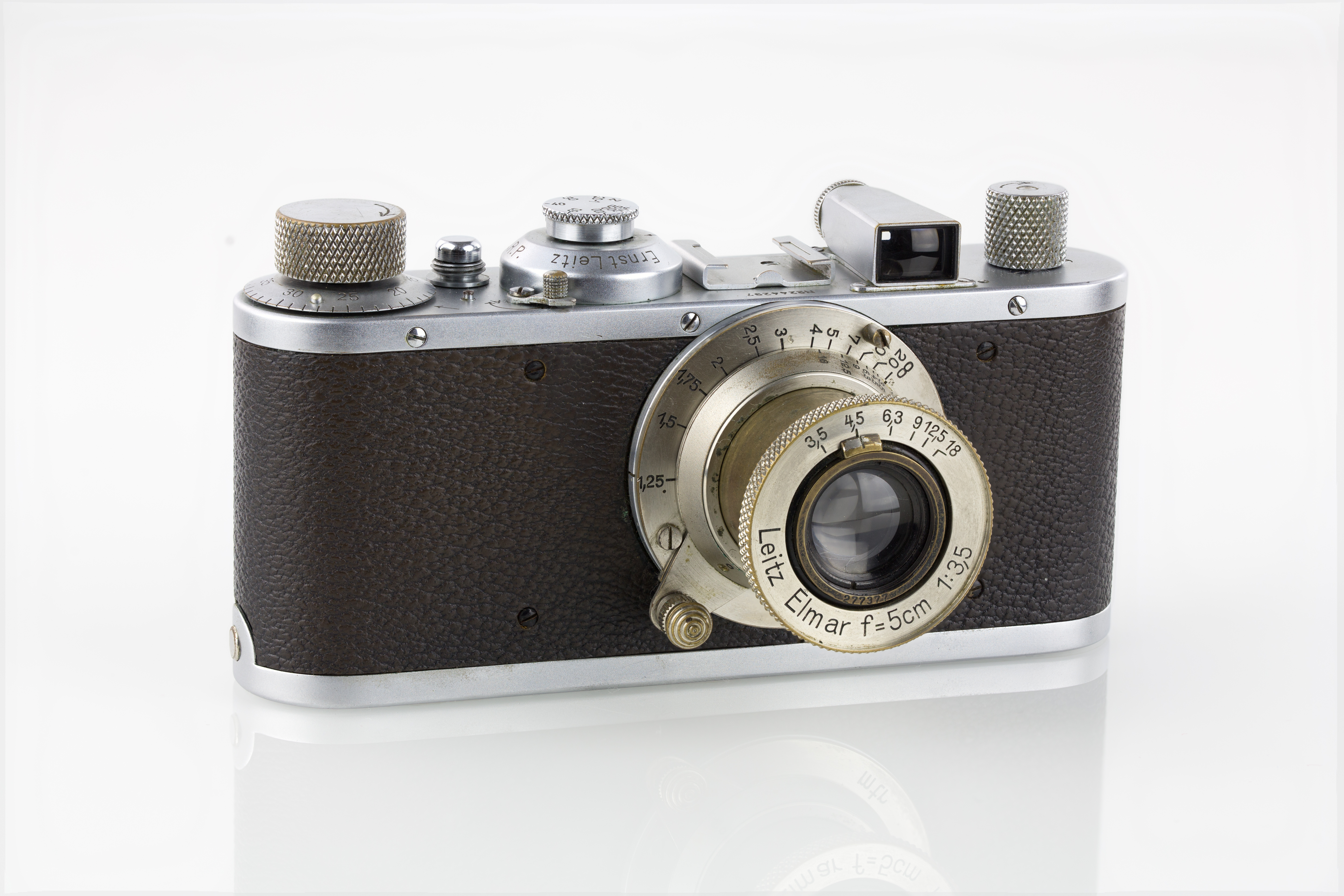
Leica Standard (E), Seriennummer 244297 (1937)

Parallel zur Leica II (D) wurde die Leica Standard (E) (Code: ALVOO) als Einsteigermodell eingeführt, welches im Wesentlichen dem weiterentwickelten, aber kurzlebigen Modell Leica I (C) ohne Entfernungsmesser glich und die Neuerung der Leica II (D) in Form des herausziehbaren Rückspulknopfs zum leichteren Aufspulen des Films besaß. Die Kamera stellte während ihrer Produktionszeit das schlichteste von Leitz hergestellte Modell dar, jedoch bestand die Möglichkeit des Umbaus zur Leica II (D) und später zur Leica III (F) und Leica IIIa (G).
Die ab 1932 produzierten Apparate waren in der 5.000 Stück umfassenden ersten Serie schwarz emailliert (Code: LENOT, LEMAX mit 50 mm-ELMAR), die erste hell verchromte Version (Code: LENOT-CHROM, LEMAX-CHROM mit 50 mm-ELMAR) folgte im Jahr darauf. Die Leica Standard konnte mit 3.000 bis 4.000 Stück per anno einige Jahre in Serie erfolgreich verkauft werden. Mit einer Gesamtproduktion von etwa 27.000 Stück ist sie letztmals für die Jahre 1947/1948 gelistet und wurde anschließend mit einer geringen Anzahl von ca. 530 Exemplaren noch bis 1950 weiter produziert.

### Leica III (F) (1933–1939)

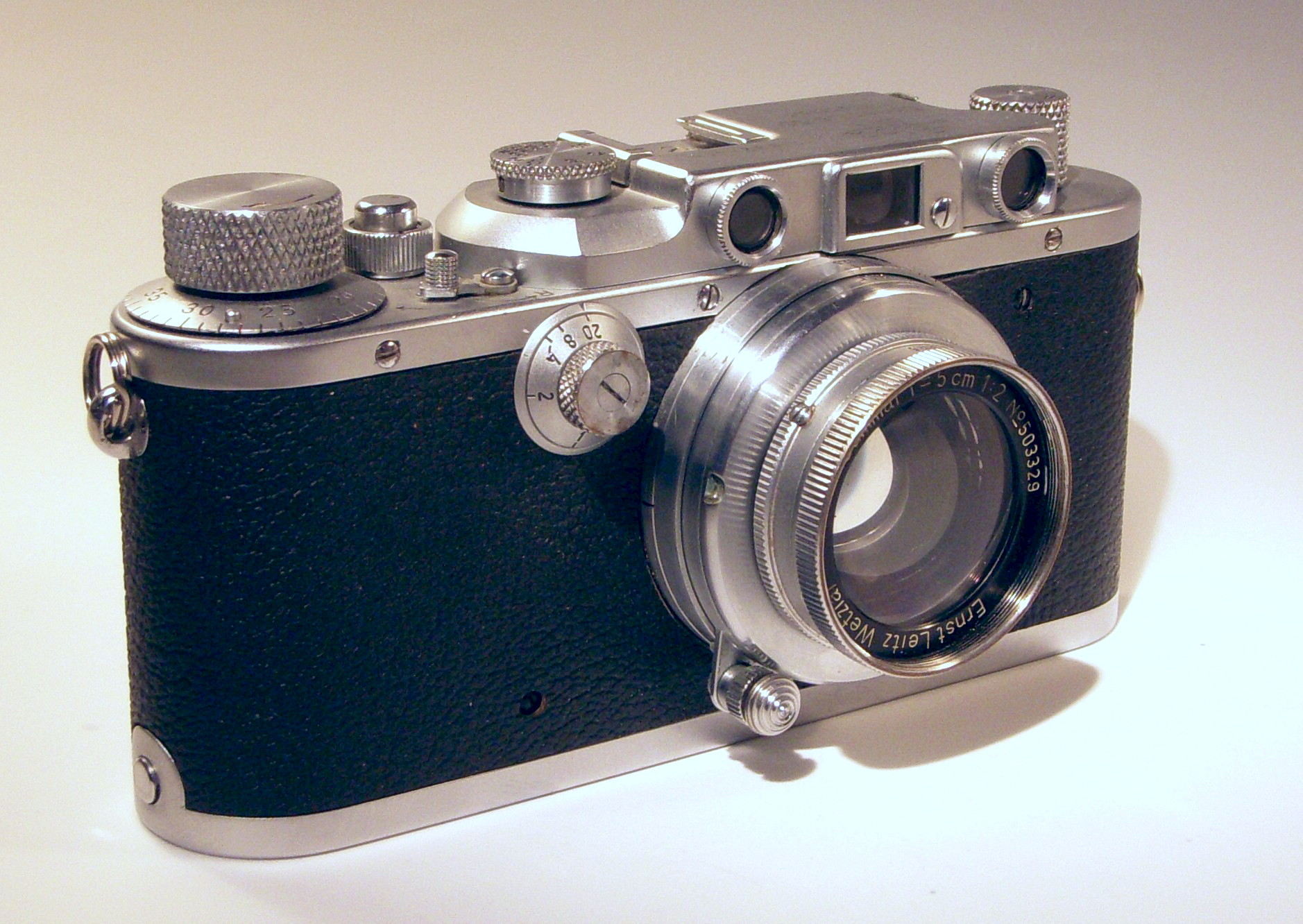
Leica III (F); Objektiv: Summar f = 5 cm 1 : 2

Basierend auf der Leica II (D) wurde die Verschlusssteuerung der Leica III (F) mit dem sogenannten Langzeitenwerk ergänzt. Dieses ermöglichte erstmals lange Verschlusszeiten zwischen 1/20 s und 1 s, die jedoch über ein zusätzliches Langzeitenrad auf der Vorderseite der Kamera eingestellt werden mussten. Des Weiteren wurde der Einblick des integrierten Entfernungsmessers um einen Dioptrienausgleich ergänzt sowie dessen Bild um 50 % vergrößert, um für die neuen Fernobjektive eine höhere Einstellgenauigkeit zu erzielen. Heute als selbstverständlich erachtete Trageösen hielten erst bei der Leica III (F) serienmäßig Einzug, nach dem der Fotograf beim Fotografieren vorher die Kamera entweder ungesichert in der Hand halten oder eine Bereitschaftstasche verwenden musste; eine große Anzahl der Leica Standard (E) bzw. Leica II (D) wurde nachträglich damit ausgestattet.
Die Leica III (F) wurde schwarz emailliert (Code: LYDRO oder LYMAR mit 50 mm-ELMAR) oder hell verchromt (Code: AFOOF) ausgeliefert. Obwohl mit der Leica IIIa (G) 1935 ein verbessertes Modell auf den Markt kam, lief die Produktion der Leica III (F) noch vier Jahre weiter und kam am Ende auf etwa 76.800 Einheiten.

#### Objektive
Die bisherige Objektivpalette wurde beim Erscheinen der Leica III (F) um zwei weitere Modelle erweitert: Summar 1 : 2 F = 5 cm (1933, Code: SUMAR, 1934: SUMUS) – ein sechslinsiges, asymmetrisches Gaußsches Doppelobjektiv, zwar lichtstärker, ansonsten in allen optischen Belangen dem 1 : 3,5er Elmar unterlegen –,  und das Hektor 1 : 4,5 F = 13,5 cm (Code: HEFAR), welches das Elmar 1 : 4,5 F = 13,5 cm von 1931 ablöste, da es einfacher zu fertigen war. Von Berek gerechnet, hatte das Hektor mangels geeigneter Glassorten letztlich ebenfalls ein bescheidenes Auflösungsvermögen (benötigte Gläser mit anomaler Dispersion bzw. wesentlich bei blauem Licht herabgesetzter Brechkraft stehen im Zusammenhang mit der Korrektur von Farbfehlern aufgrund der, das Auflösungsvermögen mit beeinflussenden, chromatischen Aberration).

### Leica 250 (Reporter FF/GG) (1934–1943)

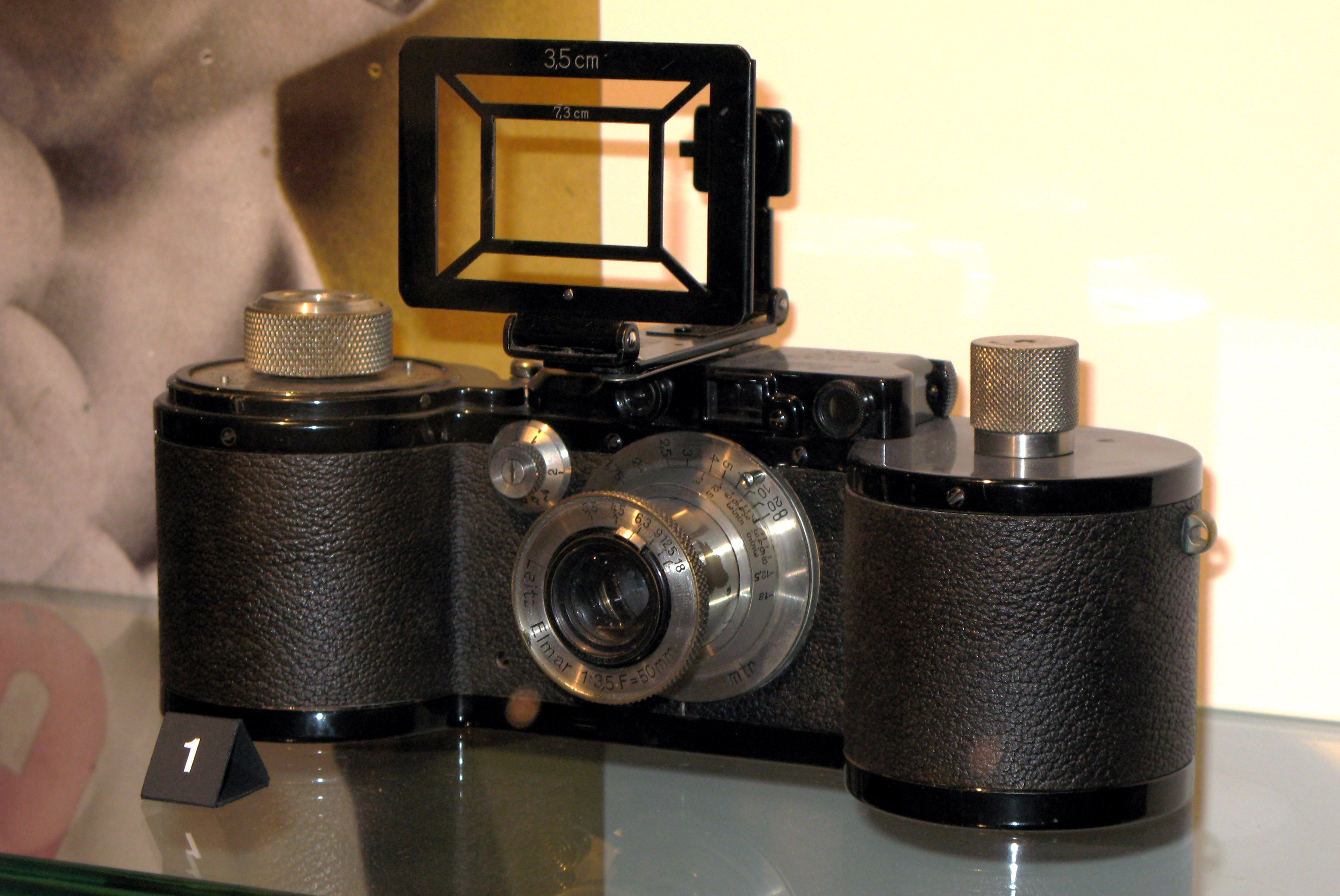
Leica 250 Reporter (FF oder GG) mit aufgesetztem Rahmensucher

Auf der Basis der Leica III (F) sowie später der Leica IIIa (G) wurden nach einem von Barnack 1933 konstruierten Prototyp ab 1934 Spezialmodelle für professionelle Fotografen aufgelegt, die nach der maximalen Anzahl der Aufnahmen Leica 250 genannt wurden (Code: LOOMY, LOOYE mit 50 mm-ELMAR). In den USA als Leica Reporter bezeichnet, erhielten die beiden Versionen in Anlehnung an die Modelle F und G die Zusatzbezeichnung FF bzw. GG.
Anders als bei den normalen Serienmodellen wird der Film bei der Leica 250 in den beiden ungewöhnlich großen und 10 m Film fassenden Kassetten per umschaltbarer Einzel- oder Serienbelichtung nur von Spule zu Spule transportiert und nicht wieder in eine Patrone zurückgespult. Die Möglichkeit, die Kassette bei Tageslicht entnehmen und einzelne Teilstücke des Films mit einem Spezialmesser trennen zu können, wurde von Fotoreportern geschätzt.
Leitz konstruierte auch einen elektrischen Antrieb, der über zwei Kontaktstifte (drei Kontakte beim USA-Modell) an der Grundplatte der Kamera mit dieser in elektrischem Kontakt stand. Die Anzahl dieser speziell modifizierten Leica 250 fiel mit weniger als 200 Stück gering aus, was vermutlich vor allem daran lag, dass der nach damaligen elektrotechnischen Standards außerordentlich „robust“ gebaute Antrieb – d. h. mangels starker Permanentmagnete schwere und voluminöse Elektromotoren, angetrieben von wenig effizienten (Zink-)„Kohlebatterien“ – ausnehmend klobig ausgefallen war.
Die Produktion der im Allgemeinen schwarz emaillierten Leica 250 wurde mit Unterbrechungen bis 2 Jahre vor dem Ende des Zweiten Weltkriegs fortgesetzt und erreichte einschließlich der beiden Prototypen und einiger hell verchromter Modelle für den US-Markt eine Stückzahl von 1.002 Exemplaren.

### Leica IIIa (G) (1935–1948)

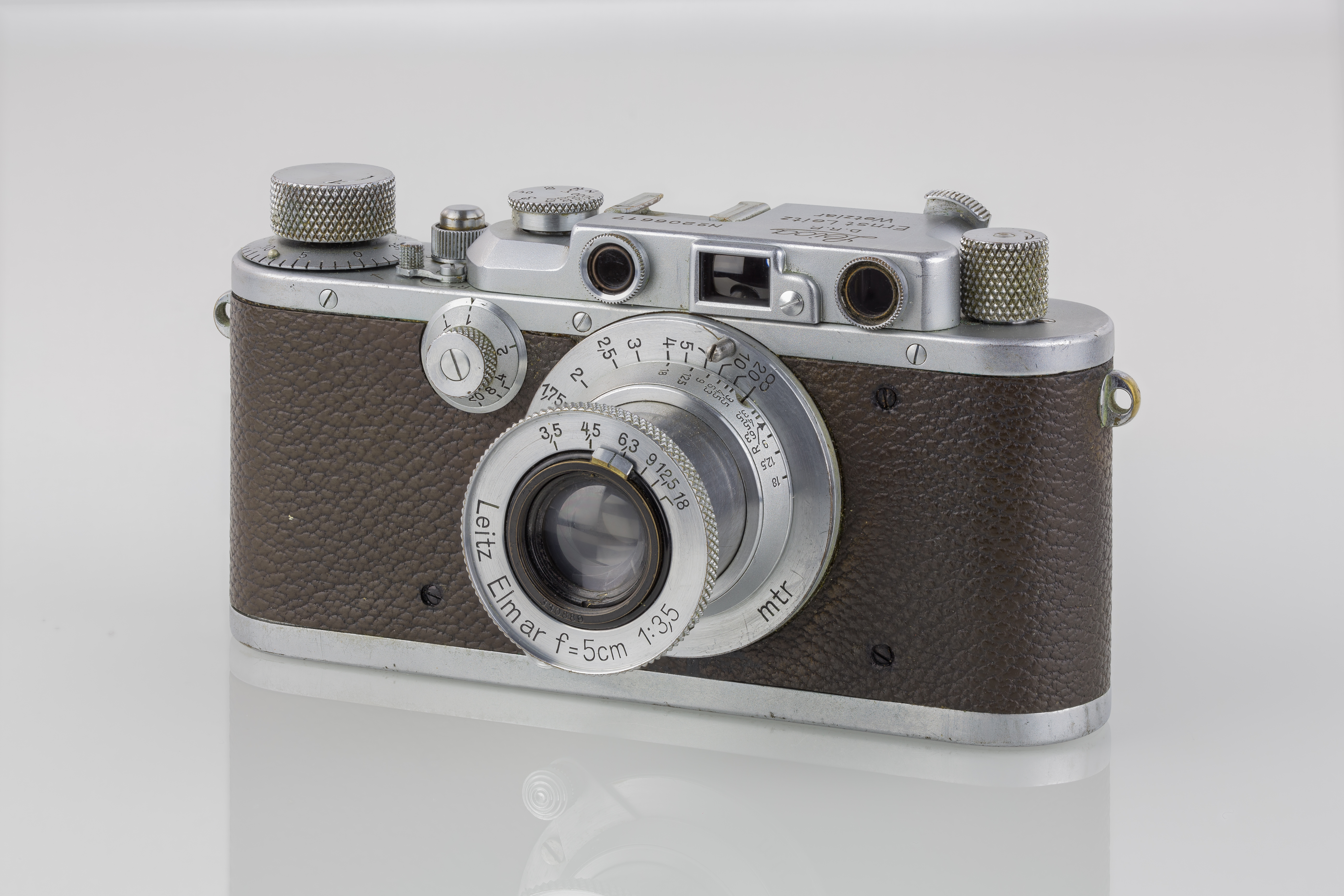
Leica IIIa (G), Seriennummer 206617 (1936)

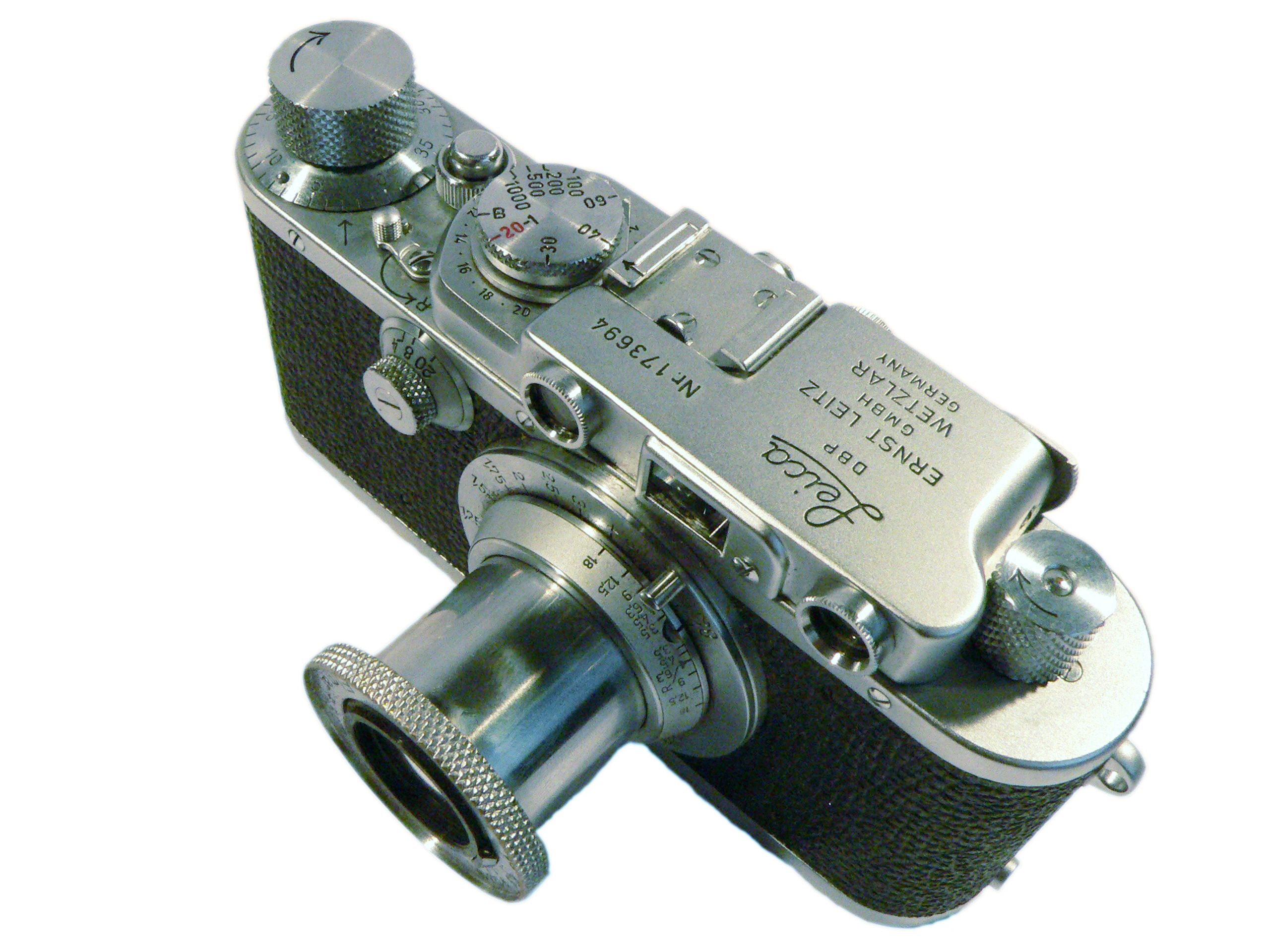
Leica IIIa (G), Seriennummer 173694 (1935); nach dem Krieg überarbeitet („DBP“)

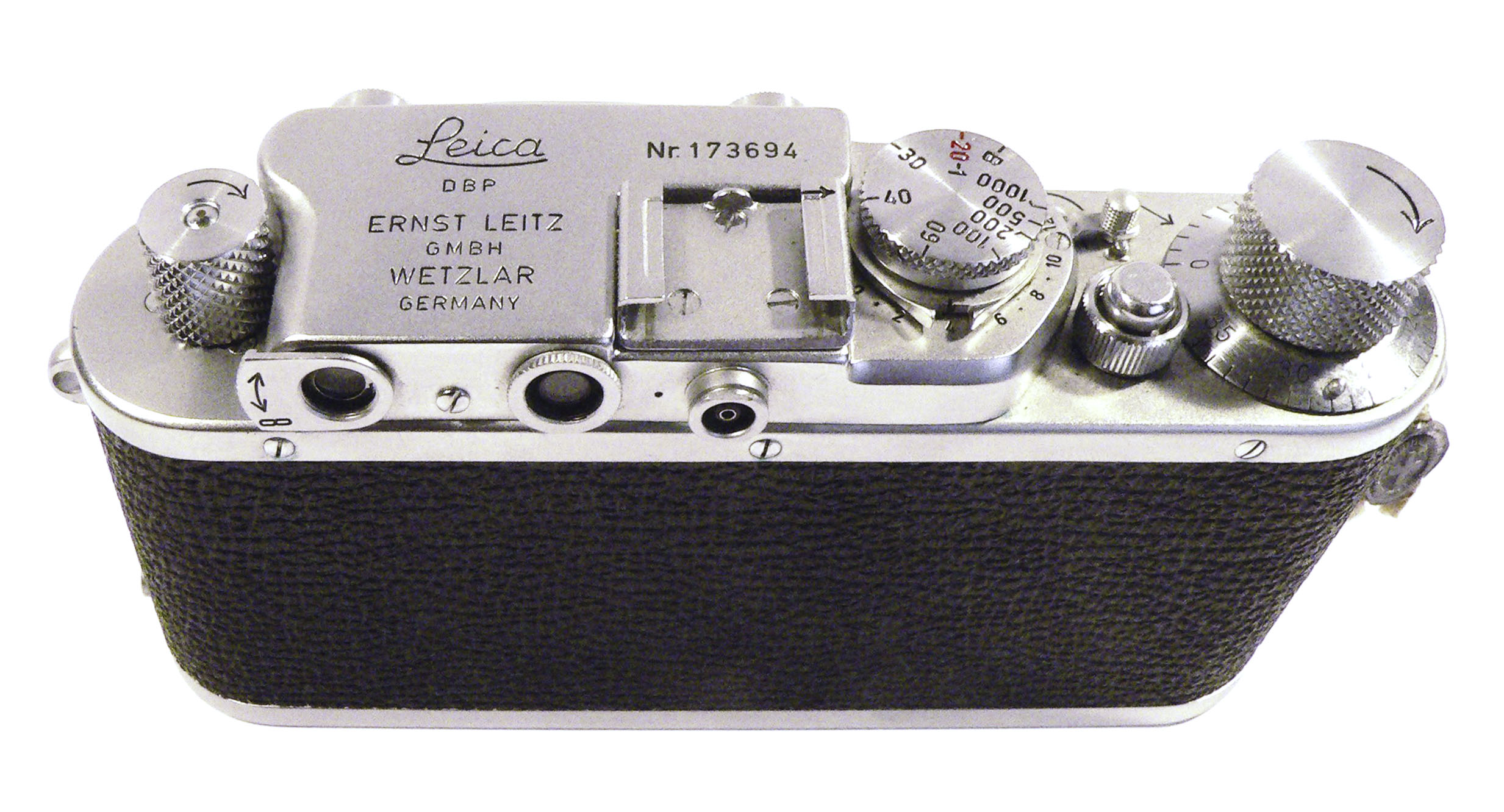
Leica IIIa (G), Seriennummer 173694 – siehe auch Bild oben

Zwei Jahre nach Produktionsbeginn der Leica III (F) wurde die Leica IIIa (G) eingeführt, die sich durch die nicht unerhebliche, da von Sportfotografen begehrte, zusätzliche kürzeste Verschlusszeit von 1/1000 s vom direkten Vorgängermodell (Leica III (F): 1/500 s) unterschied. Der neue Verschluss war Oskar Barnacks letzter Beitrag zur Entwicklung der Leica: unmittelbar nach seinem 25-jährigen Dienstjubiläum bei Leitz war der bedeutende Konstrukteur Anfang 1936 im Alter von 57 Jahren verstorben.
Anders als die Leica III (F) war die Leica IIIa (G) ausschließlich mit hell verchromten Gehäuse erhältlich (Code: AGNOO und LUOOB, ADKOO mit 50 mm-ELMAR).
Hergestellt wurden etwa 91.000 Stück, wovon in den Produktionszeitraum 1946–1947 etwa 400 ebenfalls hell verchromte Exemplare fallen, die nach dem Krieg von der Firma Saroptico in St. Ingbert im französisch besetzten Saargebiet montiert wurden (Gravur: D.R.P. Ernst Leitz Wetzlar Germany Monté en Sarre); auf diese Weise sollten die hohen Einfuhrzölle umgangen werden, die Frankreich für gebrauchsfertige deutsche Kameras erhob. Einige Exemplare aus dieser Produktion wurden bereits mit einer Filmmerkscheibe im Filmtransportknopf ausgestattet, die sich ansonsten erst bei der Leica IIIf wiederfindet.
Bis in die sechziger Jahre hinein war es im Übrigen gängige Praxis der Firma Leitz, ältere Modelle nach Kundenwunsch auf den aktuellen Stand der Technik umzubauen. Die Leica IIIa (G) markiert die höchste Ausbaustufe, die vom ersten Modell Leica I (A) aus erreicht werden kann. Somit stellt sie einen ersten Höhepunkt der Schraubleica-Entwicklung dar und beschließt zugleich die erste Generation der Schraubleicas.

#### Objektive
1935 kamen drei weitere Leitz-Objektive für die Schraubleicas auf den Markt: Hektor 1 : 6,3 F = 2,8 cm (Code: HOOPY) – als erstes 28 mm-Weitwinkelobjektiv und wie bereits das Elmar 1 : 3,5 F = 3,5 cm-Weitwinkelobjektiv noch sehr unvollkommen korrigiert (geringe Schärfe und Kontrast) –, Telyt 1 : 4,5 F = 20 cm (Code: OTPLO) – mit 11.500 Exemplaren bis 1960 ausgeliefert –, und Thambar 1 : 2,2 F = 9 cm (Code: TOODY), ein Objektiv mit Weichzeichnereffekt, beworben für den Einsatz in der Porträtfotografie, und mit ca. 3.000 gefertigten Exemplaren bis 1949 erhältlich.

### Leica IIIb (G 1938) (1938–1946)

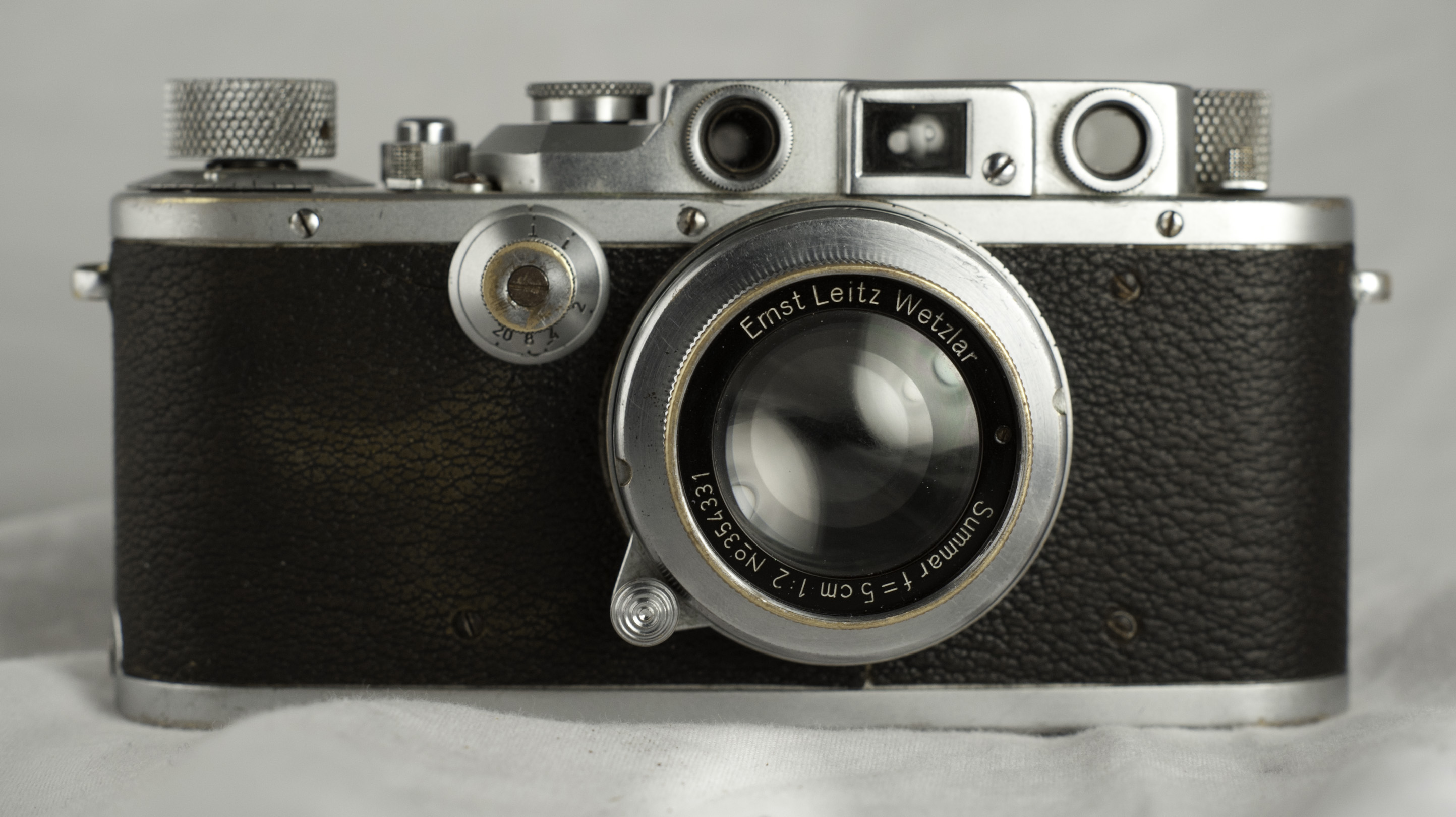
Leica IIIb (G); Objektiv: Summar 1 : 2 F = 50 mm (1933)

Die Leica IIIb (G 1938) beruhte auf der Leica IIIa (G) und war ein Übergangsmodell, das mit näher beieinanderliegenden Einblicköffnungen für Sucher- und Entfernungsmesser den Übergang des Auges zwischen beiden Einblicken erleichterte.
Ein Umbau in spätere Modelle war nicht möglich, dito ein Umbau früherer Modelle zur Leica IIIb (G 1938).
Die Produktionszahlen des Modells IIIb (G) (Code: LEYOO mit 50 mm-ELMAR) belaufen sich auf etwa 32.700 Stück.

### Leica IIIc (1940–1951)

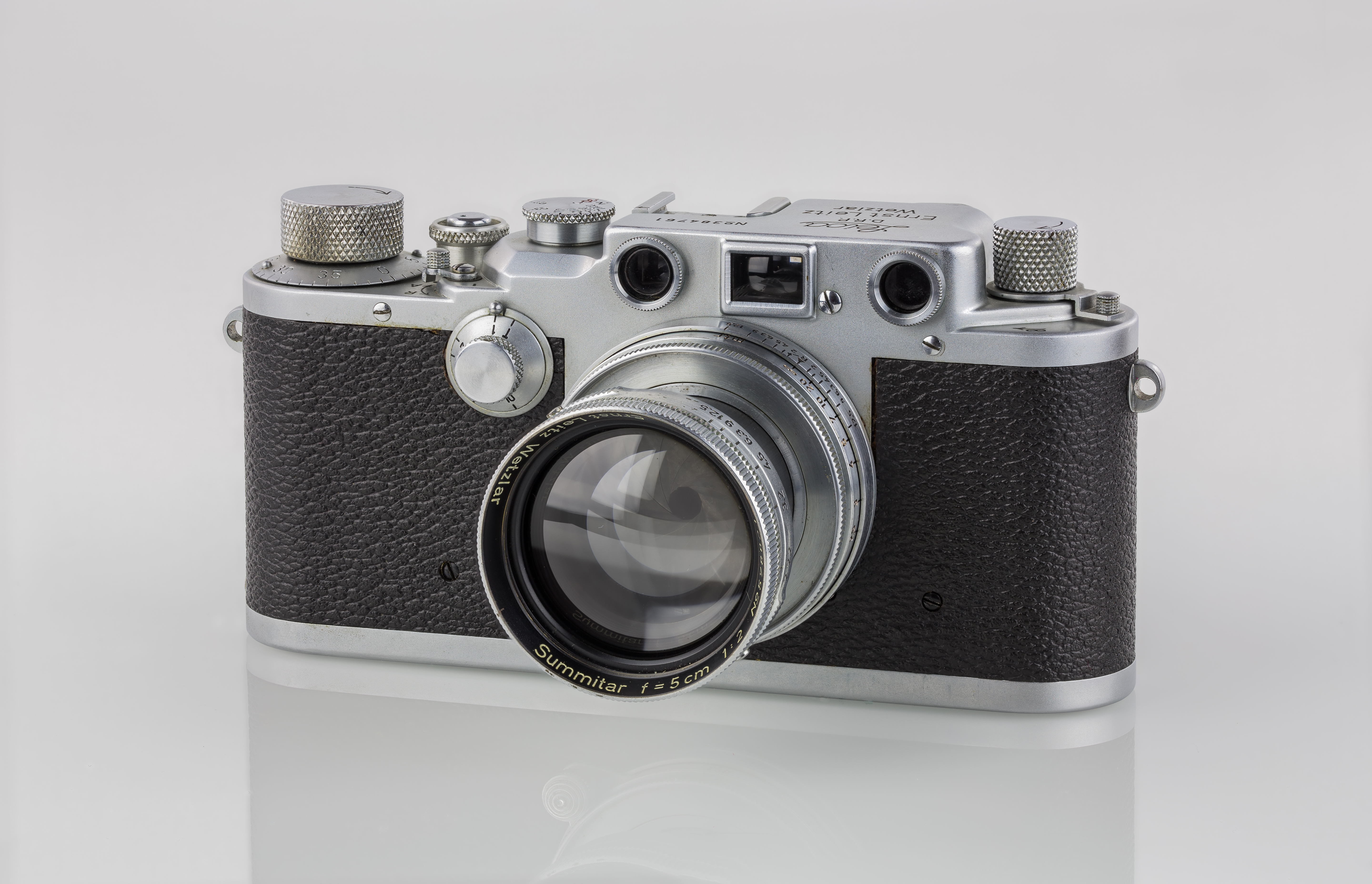
Leica IIIc, Seriennummer 384761 (1941/42); Objektiv: Summitar 1 : 2 F = 5 cm (1939)

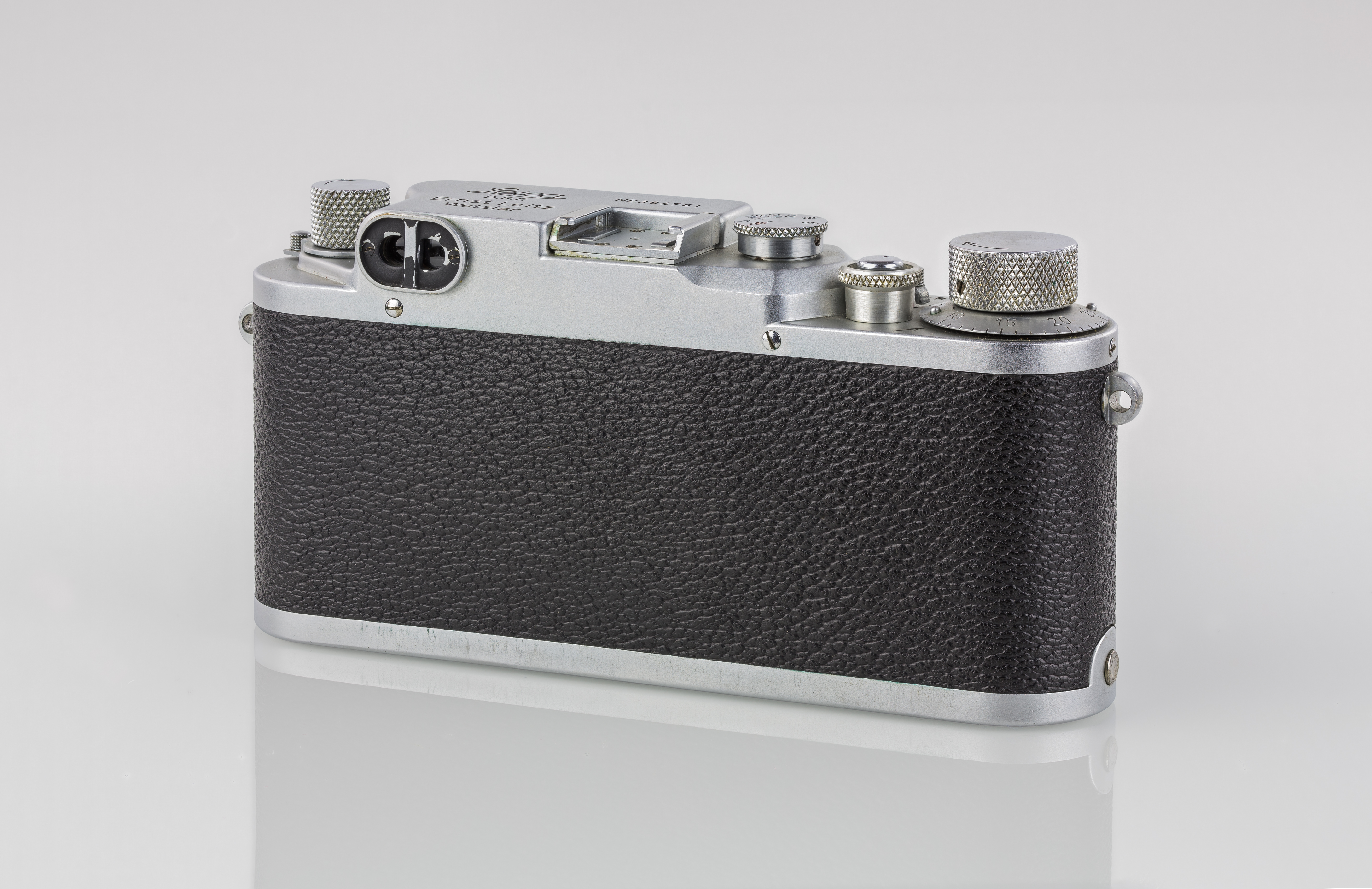
Leica IIIc, Seriennummer 384761

Mit der Leica IIIc (mit Übernahme der Namensgebung für den nordamerikanischen Markt) wurde ein vollständig neues Gehäuse eingeführt, das sich im Druckgussverfahren wesentlich einfacher herstellen ließ als die alten mehrteiligen Gehäuse. Äußerlich entspricht sie weiterhin den gewohnten Formen, wenngleich sie einige Millimeter größer ist. Demzufolge mussten einige Zubehörteile wie Schnellaufzüge oder Motoren angepasst werden; deren Verwendung an früheren Leica-Modellen war somit ausgeschlossen. Vom Funktionsumfang entspricht die Leica IIIc im Wesentlichen dem Modell Leica IIIb (G 1938). Einige Kameras der Produktionsjahre 1940/1941 (Code: LOOGI mit 50 mm-ELMAR) wurden statt mit schwarzen mit auf der Rückseite roten Verschlusstüchern ausgestattet. Dieses Material wurde in den 1930er Jahren probeweise von Kodak bezogen und zehn Jahre später aus kriegsbedingtem Mangel vorübergehend verwendet; falls die Apparate nach dem Krieg wieder ins Werk kamen, wurde es mit normalem schwarzem Tuch ersetzt.
Die Leica IIIc wurde nach dem Krieg (Code: LOOHW, LOOPN mit vergütetem 50 mm-ELMAR) sukzessiv diverser Revisionen unterzogen, die sich äußerlich in einigen unerheblichen Detailveränderungen gegenüber dem vor 1945 gebauten Modell äußerten – unter anderem kein erhöhter Absatz unter dem Rückspulfreigabehebel, kein Knopf auf dem Entfernungsmessereinstellhebel, ein zusätzlicher Sperrknopf für lange Belichtungszeiten; mit einem „K“ bezeichnete Modelle besaßen Kugellager im Verschluss und im Mechanismus des Filmtransports. Für Käufer interessant war die gesteigerte Ablaufgeschwindigkeit des Verschlusses – die Zeit, die ein Verschlusstuch von der einen Seite des Filmfensters zur anderen beim Verschlussablauf benötigt, betrug nun 1/30 s statt 1/20 s. Dies bot Vorteile sowohl bei kurzen Belichtungszeiten als auch bei der Blitzsynchronisation der späteren Leica IIIf, denn schnell bewegte Motive erschienen mit der 1/1000 s nicht nur scharf, sondern auch weniger verzerrt, und Blitzaufnahmen konnten mit einer kürzeren Grundbelichtungszeit aufgenommen werden.
Die Leica IIIc wurde nur in hell verchromter Ausführung hergestellt, bis auf wenige Exemplare in grauer und graublauer Lackierung für das Heer und die Luftwaffe (ab 1942). Durch Unterbrechungen und Sprünge in der Nummerierung kann die Anzahl (bestehend aus der Summe von Vorkriegs- und Nachkriegs-Leica  IIIc) nur grob auf etwa 131.000 Exemplare geschätzt werden.

#### Objektive
Bis einschließlich 1940, dem Zeitpunkt der Einführung der Leica IIIc, hatte sich die bereits sehr beachtliche Anzahl an Schraub-Objektiven um weitere zwei Modelle vergrößert: Xenon 1 : 1,5 F = 5 cm (1936, Code: XEMOO) – die hoch lichtstarke Weiterentwicklung des Summar 1 : 2 F = 5 cm –, und Summitar 1 : 2 F = 5 cm (1939, Code: SOORE).
Das Summarex 1 : 1,5 F = 8,5 cm (1943, Code: SOOCX) – zwei Jahre vor Kriegsende auf den Markt gebracht (sic!) – war eine asymmetrische Variante des Gaußschen Doppelobjektivs, hoch auflösend und enorm lichtstark, heute sehr begehrt und entsprechend teuer gehandelt.

### Leica IIId (1940–1945)
Basierend auf der während des Kriegs gefertigten Leica IIIc wurden 427 Exemplare der äußerst seltenen Leica IIId (Code: LOOTP, LOOUC mit 50 mm-ELMAR) hergestellt, von denen nur noch wenige im Originalzustand erhalten sein dürften. Sie zeichnet sich durch einen zusätzlichen Selbstauslöser neben dem Langzeitenrad aus.
Ein natürlicher Nachfolger der Leica IIId in Form einer Leica IIIe wurde offiziell nie produziert, obwohl einige Experten die überarbeitete Nachkriegs-IIIc als die Leica IIIe ansehen. Die Beibehaltung des Namens der außerordentlich erfolgreichen IIIc betonte letztlich eine gewisse Kontinuität und erleichterte der Firma Leitz den Wiedereinstieg in den Markt.

### Leica IIc (1949–1951)
Die bereits kurze Zeit nach dem Krieg gestiegene Nachfrage nach Leica-Kameras gab den Anlass zur Produktion der Leica IIc, die sich vor allem durch einen gleichermaßen für den Produzenten wie auch für die Käuferschaft tragbaren Preis auszeichnen sollte. Um den mit der Leica IIIc geschaffenen (Vorkriegs-)Standard nicht wesentlich zu unterschreiten, diente dieses Modell als Grundlage für die vereinfachte Leica IIc. Die wesentlichen Unterschiede äußerten sich im Verzicht auf die 1/1000 s und auf die langen „T“-Belichtungszeiten; folglich fehlte das Langzeitenrad, an dessen Stelle sich nun entweder eine blanke oder eine belederte Metallscheibe befand. Weitere Unterscheidungsmerkmale bestanden in einem vereinfachten Gehäuseaufbau ohne erhöhten Absatz unter dem Rückspulfreigabehebel und dito ein Zubehörschuh mit einer einzelnen statt zwei unabhängigen Klemmfedern. Die Leica IIc konnte zur IIf, IIIc und zur IIIf ausgebaut werden; auch sind Umbauten bekannt, bei denen nur die 1/1000 s nachgerüstet wurde. Die Apparate trugen sämtlich die Bezeichnung der Vorkriegsmodelle mit der Gravur Leica D.R.P. Ernst Leitz Wetzlar Germany.
Unter dem Aspekt nach wie vor relativ niedriger Filmempfindlichkeiten war das Fehlen bzw. die Notwendigkeit langer Belichtungszeiten vermutlich ausschlaggebend dafür, dass von der Leica IIc nur 11.000 Stück gebaut wurden.

### Leica Ic (1949–1952)
Nach der Produktionseinstellung der Leica Standard (E) 1948 wurde mit der Leica Ic auf der Basis der Leica IIIc eine Spezialkamera für wissenschaftliche Zwecke und Mikroskopaufnahmen produziert, die weder einen Sucher noch einen Entfernungsmesser benötigte; stattdessen wurden zwei Zubehörschuhe (mit jeweils einfacher Feder) angebracht. Wie die Leica IIc besitzt die Leica Ic Belichtungszeiten von 1/30 s – 1/500 s und eine Blindabdeckung anstelle des Langzeitenrads. Sie konnte in eine IIc, IIIc und in eine Leica IIIf umgebaut werden.
Der Bedarf an Laborkameras war – selbst mit limitierten Belichtungszeiten – offenbar nicht gering, denn in dem relativ kurzen dreijährigen Produktionszeitraum wurden drei Serien mit 5.000, 4.000 und 2.800 Apparaten gefertigt (Code: OEFGO, OEGIO mit 50 mm-Aufstecksucher, OEINO mit 50 mm-ELMAR).

#### Objektive (nach 1945)
Nach dem Zweiten Weltkrieg verfügte Leitz ab 1948 über eine eigene Forschungsstätte mit Versuchsschmelze für optisches Glas sowie über Lizenzen zur Anwendung moderner Vergütungstechnologie; deren bedeutsame Entwicklungen führten im Lauf der Zeit (mit Beginn des Jahres 1953 unter Einsatz des Zuse Z5-Computers) zu fast ausnahmslos außerordentlich leistungsfähigen Objektiven. Bereits nach wenigen Monaten Entwicklungszeit standen innerhalb eines Jahres folgende Objektive für die Schraubleica zur Verfügung: Summaron f = 3,5 cm 1 : 3,5 (1949, Code: EKURZ) – das über ein Jahrzehnt erwartete, erste leistungsfähige Weitwinkel-Objektiv von Leitz, nachdem Carl Zeiss Jena seit 1936 mit dem Biogon 1 : 2,8 f = 3,5 cm und dessen Nachfolgern Maßstäbe gesetzt hatte –, Elmar (II) 1 :4 F = 9 cm (1949, Code: ELANG), Summarit 1 : 1,5 F = 5 cm (1949, Code: SOOIA) – eine nochmals besser korrigierte Abwandlung des Xenon 1 : 1,5 F = 5 cm und Vorläufer der extremen Lichtstärken der Summilux- und Noctilux-Objektive –, und Summaron (II) 1 : 3,5 F = 3,5 cm (1949, Code: SOONC). Vier Jahre später folgte das Summicron 1 : 2 F = 5 cm (1953, Code: SOOIC), und das bewährte Standardobjektiv Elmar 1 : 3,5 F = 5 cm sowie das Summitar 1 : 2 F = 5 cm kamen erstmals mit vergüteter Optik auf den Markt; das Elmar zudem mit dem M-Bajonett (etwa 13.000 Exemplare). Neuartige Lanthan-haltige Gläser ermöglichten schließlich eine Neuberechnung des 50 mm-Elmars mit einer knappen halben Blende mehr Lichtstärke, seit 1957 den neuen Standard in Form des Elmar 1 : 2,8 F = 5 cm (Code: ELMAR) markierend; ab 1958 parallel mit dem M-Bajonett (Code: ELMA-M bzw. ELMAM) bis 1966 hergestellt und bis 1974 vereinzelt nachproduziert (der Tubus war zugunsten der Kompaktheit nach wie vor versenkbar).
Für die ab 1954 eingeführten Leica M-Messsucherkameras mit Bajonettanschluss stand vor allem die Entwicklung leistungsfähiger Weitwinkel- und Superweitwinkelobjektive im Vordergrund, deren nachfolgend genannten Modelle, neben weiteren Modellen mit Normal- und größeren Brennweiten, auch für die Schraubleica hergestellt wurden: Summaron 1 : 5,6 F = 2,8 cm (1955, Code: SNOOX), Super Angulon 1 : 4 F = 21 mm (1958, Code: SUUON), Summicron 1 : 2 F = 35 mm (1958, Code: SAAWO), Summicron 1 : 2 F = 90 mm (1958, Code: SEOFF), Elmarit 1 : 2,8 F = 90 mm (1959, Code: ELRIT), Summilux 1 : 1,4 F = 50 mm (1959, Code: SOWGE) und Elmar 1 : 4 F = 135 mm (1961, Code: 11750, 11850).

### Leica IIIf (1950–1957)

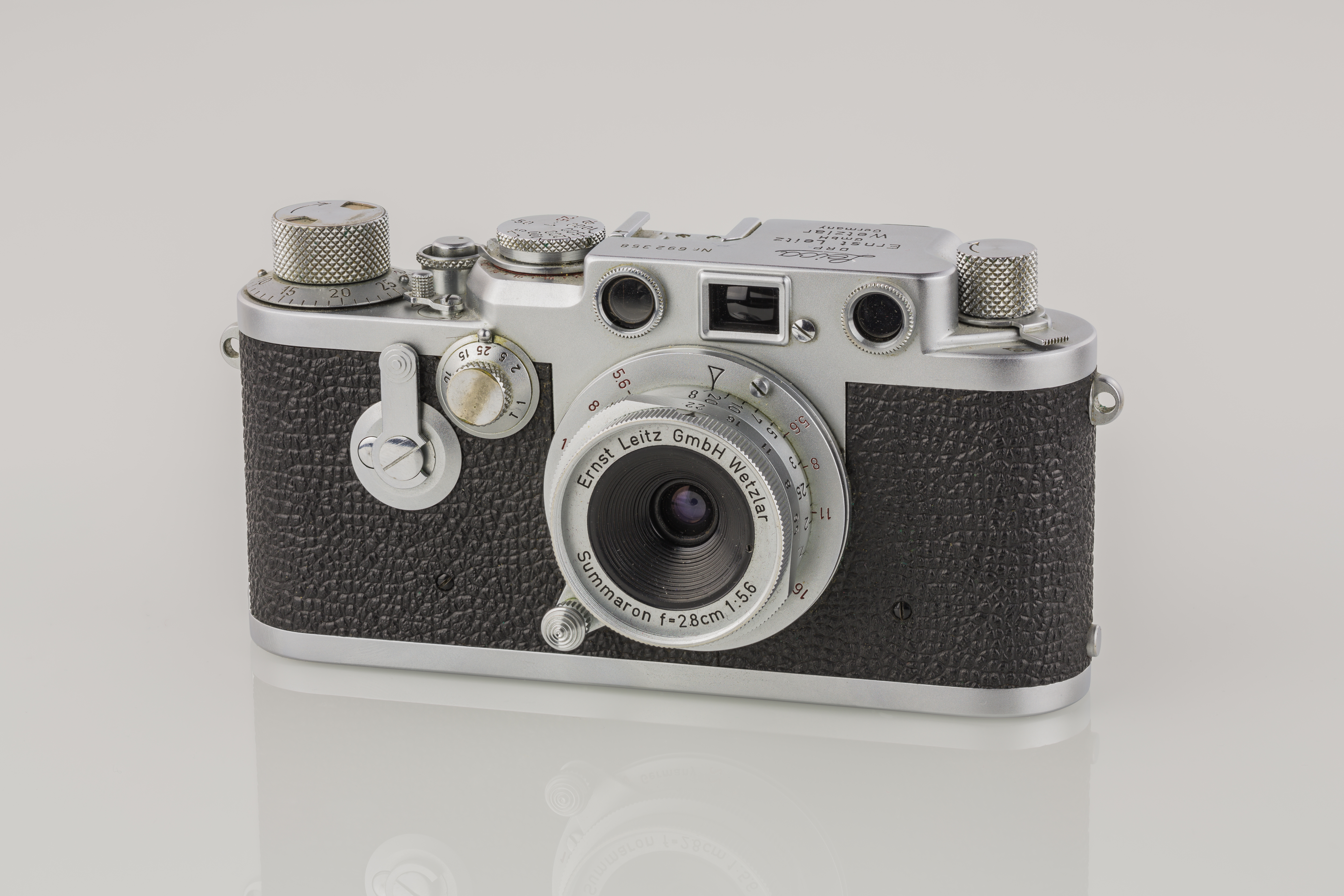
Leica IIIf (1954) mit Selbstauslöser; Objektiv: Summaron f = 2.8 cm 1 : 5.6 (1955)

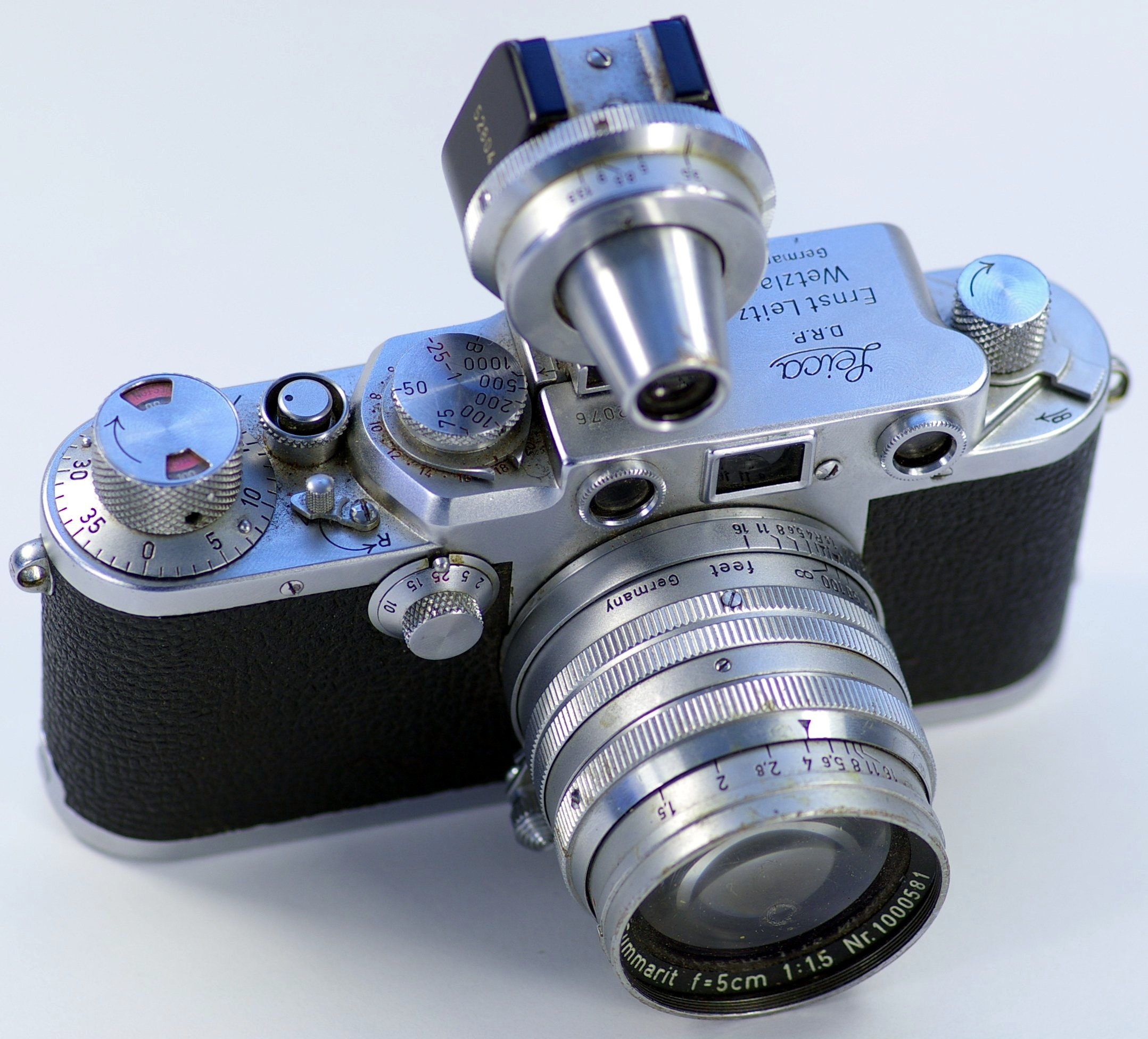
Leica IIIf ohne Selbstauslöser; mit Summarit 1 : 1,5 F = 50mm (1949) und Universalsucher mit seitenrichtigem Bild, Parallaxenausgleich für 35–135 mm-Objektive und verstellbarer Bildfeldblende (Code: VIOOH)

Äußerlich der Leica IIIc gleichend, markierte die Leica IIIf den bis dahin höchsten Entwicklungsstand der klassischen Schraubleicas. Sie verfügte als Neuerung über eine variable Blitzsynchronisation für alle Lampentypen und deren Verschlusszeiten, eine Filmmerkscheibe im Transportknopf und später auch über einen Selbstauslöser, der jedoch anders aufgebaut war als bei der seltenen Leica IIId. Darüber hinaus erhielt die Leica IIIf ab 1952 einen neuen Verschluss mit beweglichen Teilen aus einer Leichtmetalllegierung und auf D.B.P. (Deutsches Bundespatent) und GmbH abgeänderte Gravuren. Aus der Produktionszeit zwischen 1950 und 1952 sind einige wenige Exemplare mit D.R.P.-Gravur bekannt, deren Gehäuse samt Elmar f = 5 cm 1 : 3,5-Objektiv – einschließlich dessen versenkbarem Tubus – komplett schwarz lackiert bzw. verchromt wurden. Der einzig mögliche Umbau der IIIf bestand darin, den Selbstauslöser nachzurüsten.
Von den insgesamt etwa 180.000 produzierten Exemplaren (Code: LOOHW, LOOPN mit 50 mm-ELMAR) wurden knapp 5.400 Stück von ELCAN Optical Technologies (Ernst Leitz Canada) in Midland (Ontario) gebaut; die Leitz-Tochtergesellschaft wurde 1952 gegründet, um den für Leitz wichtigen nordamerikanischen Markt flexibler bedienen zu können.

### Leica IIf (1951–1956)

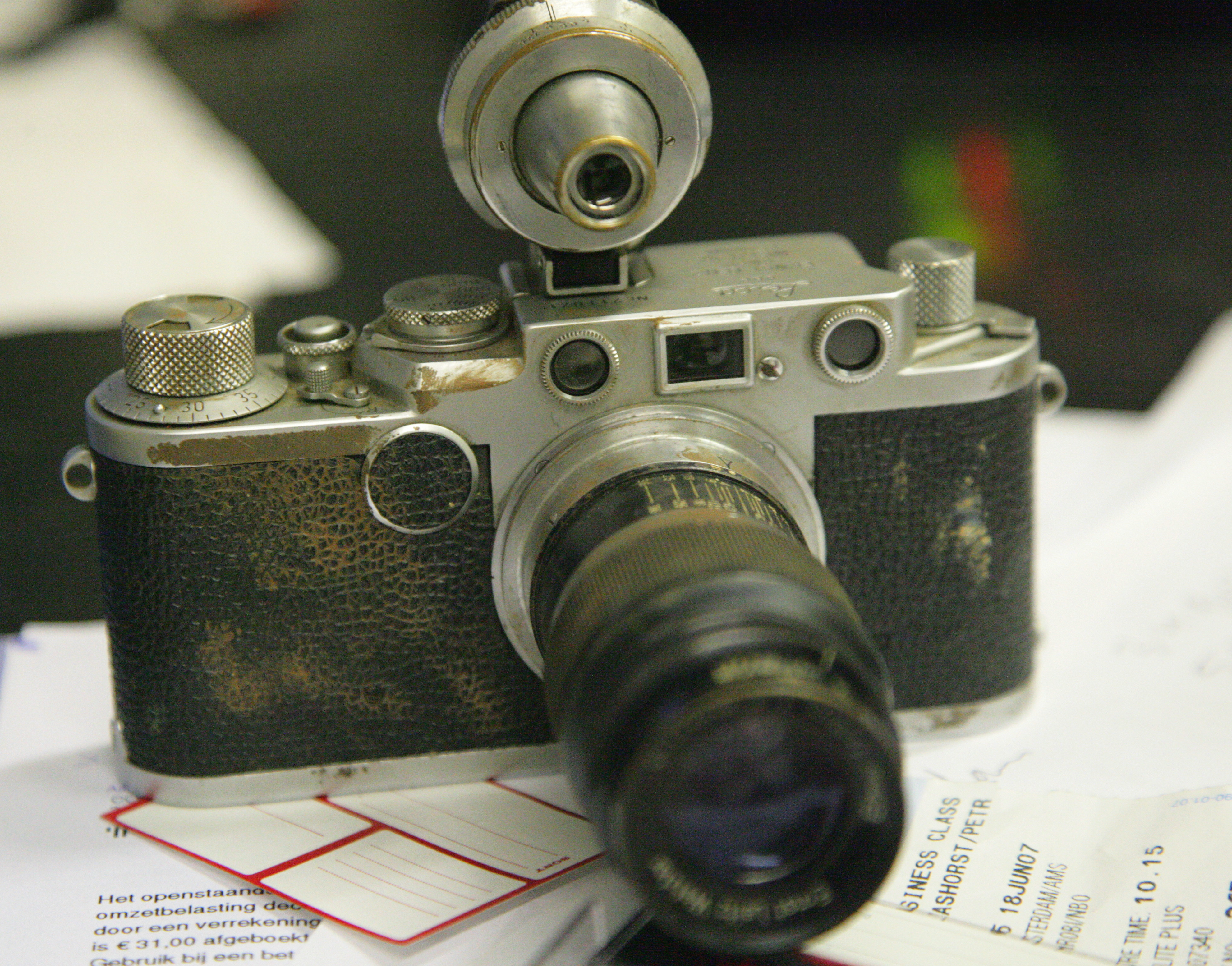
Leica IIf mit Universalsucher

Im Wesentlichen baugleich mit der Leica IIIf fehlen der Leica IIf die langen Verschlusszeiten und anfangs auch die 1/1000 s; ebenso wie bei der Leica IIc wurde die Öffnung des Langzeitenrades mit einer bezogenen Scheibe abgedeckt. Ab etwa 1954 erhielten alle Leica IIf ab Werk die 1/1000 s durch den bei der Leica IIIf neu eingeführten Verschluss. Frühere Modelle konnten umgebaut oder gleich in eine Leica IIIf mit Selbstauslöser ausgebaut werden.
Insgesamt wurden etwa 35.000 Exemplare gefertigt (Code: LOOSE, LOOEL mit 50 mm-ELMAR), von denen eine große Anzahl zur IIIf aufgerüstet wurde.

### Leica If (1952–1957)
Als verbilligtes Modell der Leica Ic wurde 1952 die Leica If vorgestellt, die sich von ihrer Vorgängerin durch eine in den Aufzugsknopf eingebaute Filmmerkscheibe und dem Blitzkontakt unterschied, der anstelle des Langzeitenrades angebracht war. Die längste Verschlusszeit betrug zuerst 1/30 s, später 1/25 s, und nach einer ersten Serie von 2.000 Apparaten wurde die 1/1000 s wie bei der Leica IIf verfügbar; Umbauten waren zur IIf und zur IIIf möglich.
Die Gesamtproduktion der Leica If (Code: OEGIO mit 50 mm-Aufstecksucher, OEINO mit 50 mm-ELMAR) beläuft sich auf etwa 17.000 Stück.

### Leica IIIg (1957–1960)

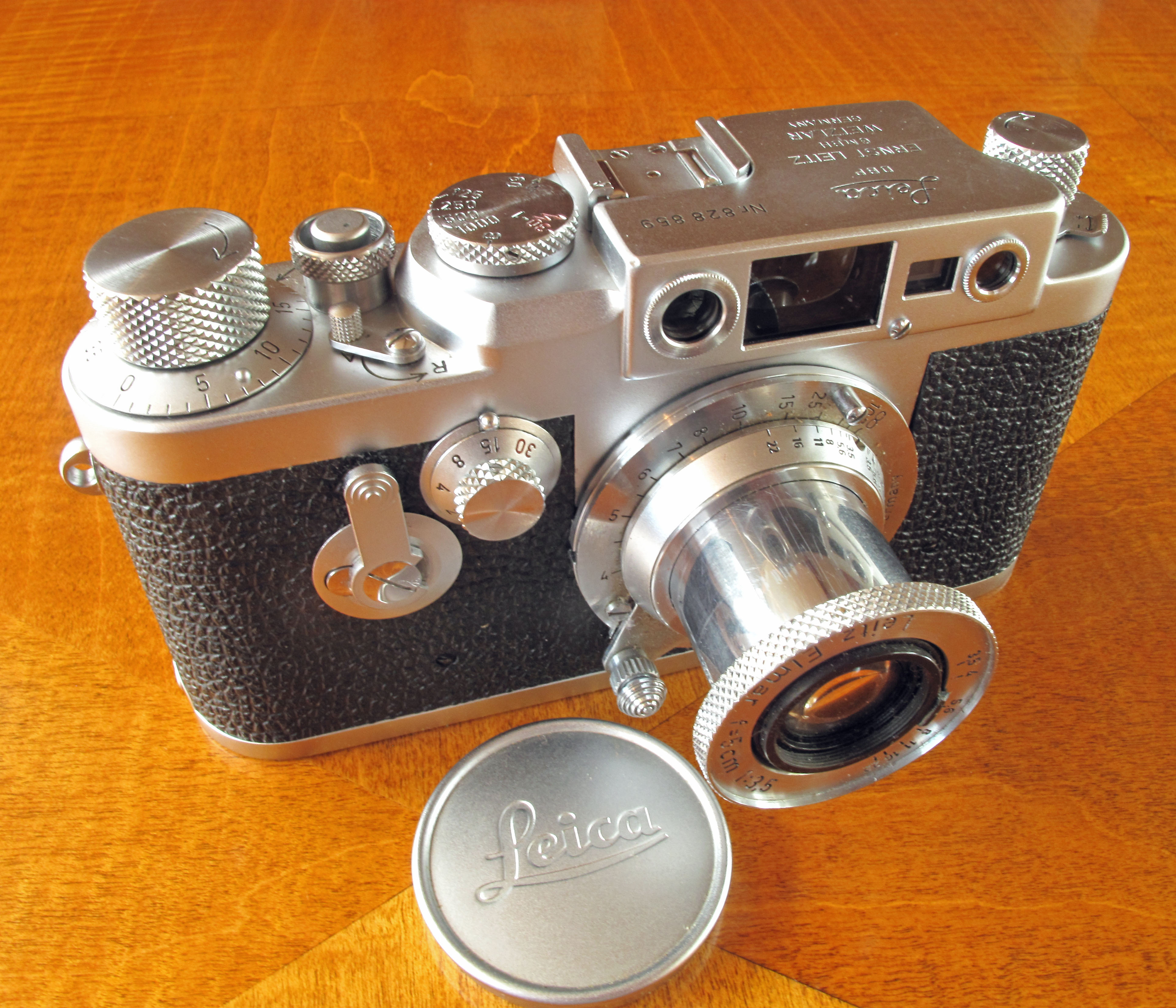
Leica IIIg

Die Leica IIIg markiert den Endpunkt sämtlicher technologischer Errungenschaften in der bis dahin 44-jährigen Entwicklungsgeschichte der Schraubleica. Als voll ausgebautes Modell ist sie die finale Weiterentwicklung der letzten Serien der Leica IIIf mit dem nun standardmäßig eingebauten Vorlaufwerk (Selbstauslöser). Darüber hinaus besitzt sie einen erheblich vergrößerten Suchereinblick mit eingespiegelten Leuchtrahmen für Brennweiten von 50 und 90 mm sowie einen automatischen Parallaxenausgleich für 50 mm durch Verschiebung des Rahmens. Zwar ist auch hier der Entfernungsmesser nicht in den Sucher integriert, in der Summe seiner Eigenschaften realisiert der Sucher der IIIg jedoch den fortschrittlichsten Sucher sämtlicher Schraubleica-Modelle.
Die Produktion der Leica IIIg (Code: GOOEF, GOOEL mit neuem lichtstärkeren Elmar 1 : 2,8 F = 50 mm, 1957) teilten sich Wetzlar und Midland mit 40.000 bzw. 1.780 Stück, die bis auf 125 schwarze Exemplare für die schwedische Luftwaffe alle hell verchromt ausgeliefert wurden. Nach dem offiziellen Produktionsende 1960 wurden noch bis 1970 einzelne Leica IIIg bestellt, die aber keine nennenswerten Stückzahlen erreichten.

### Leica IIg (1957)
Wie bei der IIIf war auch für die IIIg eine vereinfachte Leica IIg ohne lange Zeiten angedacht. Infolge des großen Erfolges der Leica M3 und der sinkenden Popularität der IIIg wurde diese Option jedoch nicht verfolgt.
Etwa 15 Muster einer Leica IIg sollen hergestellt worden sein.

### Leica Ig (1957–1960)
Anders als die geplante Leica IIg wurde die als Nachfolgemodell der Leica If konzipierte Leica Ig tatsächlich produziert und für wissenschaftliche Zwecke und Reproduktionsarbeiten auf den Markt gebracht. Im Gegensatz zur If verfügt die Ig über eine etwas höhere Deckkappe und die langen Zeiten der IIIg.
Von der Leica Ig (Code: OCEGO, OGILO mit 50 mm-Aufstecksucher, OADGO mit Elmar 1 : 2,8 F = 50mm) wurden in Wetzlar insgesamt etwa 6.300 Exemplare in hell verchromter Ausführung hergestellt.

### Leica 72 (1954–1957)
Für Archivzwecke und wissenschaftliche Aufgaben bestand ein betriebsinternes Interesse an der Entwicklung eines 18 × 24 mm-Halbformatmodells (ursprüngliches Stummfilm-Kinoformat), für das in Wetzlar um 1953 einige Prototypen konstruiert wurden. Wegen der möglichen doppelten Anzahl gegenüber den 36 Aufnahmen des 24 × 36 mm-Kleinbildformats erhielten sie den Namen Leica 72. Dabei wurde auf die Konstruktionspläne der Leica IIIa (G) zurückgegriffen, ergänzt durch einige Merkmale der Leica IIIf, wie beispielsweise die Blitzsynchronisation oder die in den Aufwickelknopf integrierten zwei Fenster mit Filmmerkscheibe. Das Sucherfenster fiel dem Format entsprechend kleiner aus. Leitz beschloss die Kamera in Serie zu produzieren, die von Ernst Leitz Canada aufgenommen, jedoch mangels Nachfrage nach lediglich 150 Einheiten eingestellt wurde.
33 Exemplare der Leica 72 wurden in Wetzlar gebaut, die sich schon rein äußerlich vom kanadischen Modell in einigen, partiell sonderbaren Details unterschieden: Obschon fast zehn Jahre nach Kriegsende gebaut, besaß die Deckkappe teilweise die D.R.P.-Gravur der Leica IIIa (G) aus der Vorkriegszeit. Weiters fehlte die Gravur um das Einstellrad für kurze Zeiten und alle Modelle besaßen deren 1950er-Jahre Seriennummern. Bei einigen Exemplaren wurde der Bildzähler statt in Rot und Schwarz nur einfarbig beschriftet, und bei einigen Exemplaren fehlt die Filmmerkscheibe. Anscheinend handelt es sich um eine Kleinserie von Prototypen, die vor allem aus Komponenten der Vor- oder auch Nachkriegs-Leica IIIa (G) angefertigt wurde.
Aufgrund ihrer Seltenheit, insbesondere der wenigen in Wetzlar gefertigten Apparate, wird die Leica 72 (Code: LMOOK, LKOOM mit F = 3,5 cm 1 : 3,5-ELMAR) unter Sammlern für teilweise höhere fünfstellige Summen gehandelt.